# Quetzaltenango
Quetzaltenango (en náhuatl: Lugar donde hay quetzales) es una ciudad y también la cabecera departamental del Departamento de Quetzaltenango, en Guatemala, destacada por su notable importancia histórica y su riqueza cultural y reconocida por ser una ciudad educativa, además es un destino turístico guatemalteco por su bien preservada arquitectura neoclásica romana. También se le nombra popularmente como "Xelajú" o simplemente "Xela" (pronunciando la 'x' como /ʃ/).
La ciudad se encuentra a 206 km al noroeste de la Ciudad de Guatemala, en un valle montañoso en el altiplano occidental del país, con una altitud media de 2333 m s. n. m. Cuenta con una población de 204.075 habitantes pero, considerando su área metropolitana, alcanza un total de 364,258 habitantes, lo que la convierte en la tercera aglomeración urbana más poblada del país, solamente superada por el área metropolitana de Guatemala y la Conurbación Metropolitana de las Verapaces. Además, debido a su importancia en el sector, la ciudad se ubica dentro de las 20 ciudades más importantes de Guatemala.
Quetzaltenango cuenta con diversos centros educativos públicos y privados, como algunas de las universidades más reconocidas del país. Es la ciudad con la mayor cantidad de centros educativos por habitante por su ubicación estratégica, ya que la mayoría de sus estudiantes no son oriundos de la ciudad, sino de pueblos cercanos.
Quetzaltenango fue proclamada Capital de Centroamérica por el Parlamento Centroamericano en 2008. Es la cabecera del departamento de Quetzaltenango, que tiene 1953 km², equivalentes al 1,8% del territorio nacional. En el siglo XXI el municipio se incorporó a la Mancomunidad Metrópoli de los Altos, una entidad que involucra a varios municipios de los departamentos de Quetzaltenango y Totonicapán y que promueve el desarrollo sostenible de los mismos a mediano y largo plazo.
En demografía, el 53% de la población es mestiza, el 45% es indígena o amerindia, y el 2% está compuesto por extranjeros (en su mayoría procedentes de México y Perú). Se habla principalmente el castellano, mientras que el quiché y el mam son hablados por los nativos en las afueras de la ciudad. De la misma forma, el quechua es hablado entre los descendientes de inmigrantes peruanos que se establecieron en la ciudad.

## Lugares poblados
Ciudad de Quetzaltenango se posiciona como el séptimo municipio más poblado de Guatemala con un total de 180 706 habitantes hasta el Censo 2018 . El municipio alberga un total de 209 incluidos aldeas, asentamientos, colonias, fincas y ciudad . Entre los 20 lugares más poblados, vive el 78% de población quetzalteca.
A continuación un listado de los 20 lugares más poblados del municipio de Quetzaltenango:
| #                        | Código                   | Lugar                    | Tipo                     | Población |
| ------------------------ | ------------------------ | ------------------------ | ------------------------ | --------- |
| 1                        | 901001                   | Quetzaltenango (Centro)  | Ciudad                   | 32 738    |
| 2                        | 901201                   | Zona 3                   | Ciudad                   | 13 426    |
| 3                        | 901208                   | Zona 10                  | Ciudad                   | 12 225    |
| 4                        | 901206                   | Zona 8                   | Ciudad                   | 11 015    |
| 5                        | 901203                   | Zona 5                   | Ciudad                   | 9 651     |
| 6                        | 901204                   | Zona 6                   | Ciudad                   | 8 536     |
| 7                        | 901207                   | Zona 9                   | Ciudad                   | 7 277     |
| 8                        | 901205                   | Zona 7                   | Ciudad                   | 6 909     |
| 9                        | 901112                   | San José Chiquilaja      | Aldea                    | 6 756     |
| 10                       | 901109                   | Llano del Pinal          | Caserío                  | 6 079     |
| 11                       | 901115                   | Xecaracoj                | Caserío                  | 4 088     |
| 12                       | 901102                   | Chitay                   | Caserío                  | 3 002     |
| 13                       | 901200                   | Zona 2                   | Ciudad                   | 3 563     |
| 14                       | 901061                   | Los Trigales             | Colonia                  | 3 318     |
| 15                       | 901202                   | Zona 4                   | Ciudad                   | 2 500     |
| 16                       | 901104                   | Choqui                   | Caserío                  | 2 263     |
| 17                       | 901100                   | Chichihuitan             | Caserío                  | 2 098     |
| 18                       | 901075                   | San Antonio              | Colonia                  | 1 980     |
| 19                       | 901105                   | Chuicavioc               | Caserío                  | 1 626     |
| 20                       | 901030                   | Jardines de Xelaju       | Colonia                  | 1 604     |
| Ciudad de Quetzaltenango | Ciudad de Quetzaltenango | Ciudad de Quetzaltenango | Ciudad de Quetzaltenango | 180 706   |

## Historia

### Época precolombina
La actual cabecera también es mencionada en relación con guerras comunes de quichés y kaqchiqueles de 1552, con el nombre de Xelahuh que tuvo en el período indígena de la época del rey Quicab. El texto agrega que el pueblo, quemado antiguamente por Ah Chiyú, Ah Chi Ckix, Halic y Tabanal, fue conquistado por los zotziles y tukuchés. En el Popol Vuh se le menciona como Xelahuh.

### Conquista
| Después de que Pedro de Alvarado mató a sin piedad a Tecún Umán preguntó a los indígenas mexicanos que lo acompañaban: - «¿Cuál es el nombre de la montaña?» Le fue dicho: - «Quetzaltenango es como se llama señor: Luego Quetzaltenango (será nombrado) porque un gran capitán murió (allí)». —Tomado de Carmack, Robert (1979). La evolución del reino Quiché. Guatemala: Sociedad de Geografía e Historia de Guatemala. |

Avanzando a lo largo de la llanura costera del Pacífico, Pedro de Alvarado no encontró oposición hasta llegar al río Samalá en el oeste de Guatemala. Esta región formaba parte del reino quiché y tropas quichés trataron de impedir el cruce del río. No obstante, los conquistadores lograron cruzarlo y saquearon los asentamientos cercanos con el fin de aterrorizar a la población y disuadirla de realizar futuros actos de resistencia. El 8 de febrero de 1524, después de forzar su paso del río, el ejército de Alvarado libró una batalla en Xetulul, llamado Zapotitlán por sus aliados mexicanos y actualmente conocido como San Francisco Zapotitlán. Aunque sufrieron muchas heridas infligidas por los arqueros quichés que lo defendían, los españoles y sus aliados tomaron el pueblo por asalto e instalaron un campamento en la plaza central. Luego, Alvarado volvió a dirigirse río arriba internándose en la Sierra Madre y cruzando el paso hacia el valle fértil de Quetzaltenango, en el centro del reino k'iche'. El 12 de febrero de 1524, los aliados mexicanos de Alvarado fueron emboscados en el paso y rechazados por los guerreros quichés, pero la carga de la caballería española que siguió causó honda impresión a los quichés, que nunca antes habían visto caballos. La caballería logró dispersar a las tropas indígenas y los españoles se acercaron a la ciudad de Xelajú, que encontraron abandonada por sus habitantes. Si bien la opinión común es que el príncipe quiché Tecún Umán murió en la batalla cerca de Olintepeque al norte de Quetzaltenango, los relatos de los españoles dejan claro que al menos uno y posiblemente dos de los señores de Q'umarkaj fallecieron en los intensos combates durante el acercamiento inicial a Quetzaltenango. Sin embargo, según la noción común, Tecún Umán falleció durante la batalla de El Pinar, y, de acuerdo con la tradición local, murió en los Llanos de Urbina al sureste de Quetzaltenango, cerca del actual pueblo de Cantel.
En su tercera carta a Hernán Cortés, Pedro de Alvarado describió la muerte de uno de los cuatro señores de Q'umarkaj en las cercanías de Quetzaltenango. La carta, fechada el 11 de abril de 1524, fue escrita durante su estancia en Q'umarkaj. Casi una semana después, el 18 de febrero de 1524, el ejército quiché se enfrentó nuevamente a las fuerzas españolas en el valle de Quetzaltenango. Los quichés fueron derrotados y sufrieron grandes pérdidas, incluyendo muchos de sus nobles. Tan alto era el número de muertos entre los combatientes nativos que se le dio el nuevo nombre de Xequiquel («bañado en sangre») a Olintepeque. Esta batalla agotó las fuerzas militares de los quichés, que finalmente pidieron la paz y ofrecieron el pago de tributo, invitando a Pedro de Alvarado a su capital Q'umarkaj. Alvarado desconfiaba profundamente de las intenciones de los indígenas, pero aceptó la invitación y se dirigió con su ejército a Q'umarkaj, llamado Utatlán Tecpán por los aliados de habla náhuatl de los españoles.

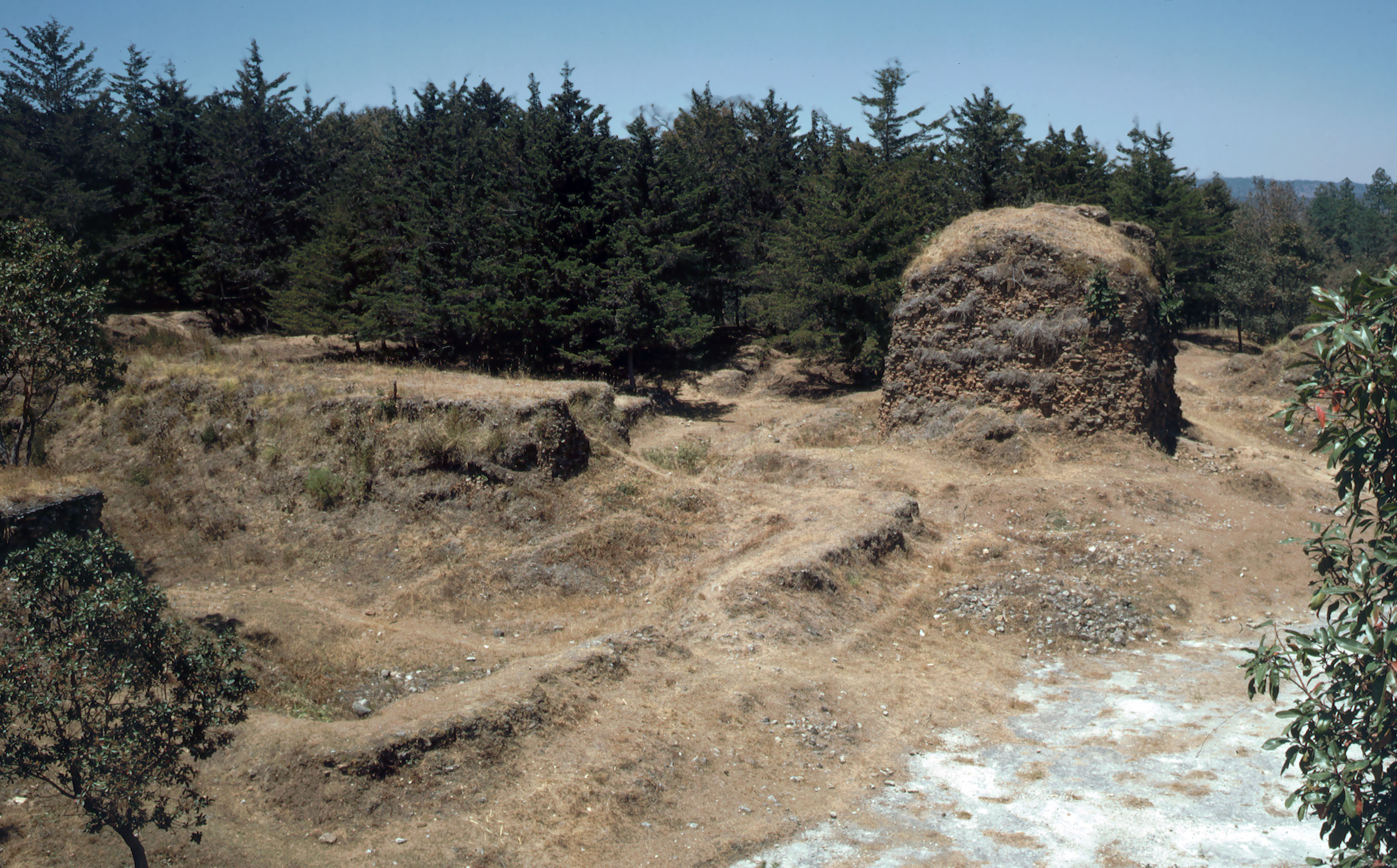
Q'umarkaj era la capital del reino quiché, hasta que fue quemada por los invasores españoles.

En marzo de 1524, Pedro de Alvarado llegó a Q'umarkaj después de haber aceptado la invitación del liderazgo quiché tras la catastrófica derrota de este en el valle de Quetzaltenango. Aunque temía una trampa por parte de los nativos, Alvarado entró a la ciudad, pero en lugar de aceptar alojamiento en ella, prefirió instalar su campamento en la llanura fuera de Q'umarkaj. Ante la amenaza que representaba el gran número de guerreros quichés reunidos fuera de la ciudad y temiendo que su caballería no fuese muy efectiva en las estrechas calles del poblado, Alvarado invitó a los más altos caudillos de Q'umarkaj —Oxib-Keh, el ajpop o rey, y Beleheb-Tzy, el ajpop k'amha o rey electo— a visitarlo en su campamento. Tan pronto como lo hicieron, se apoderó de ellos y los retuvo como prisioneros en su campamento. Cuando los guerreros quichés se dieron cuenta de lo que había sucedido, atacaron a los españoles y a sus aliados indígenas y lograron matar a uno de los soldados españoles. En este momento Alvarado ordenó que los señores capturados fueran quemados vivos y, después de repeler el ataque, procedió a incendiar toda la ciudad. Tras la destrucción de Q'umarkaj y la ejecución de sus gobernantes, Pedro de Alvarado envió mensajes a Iximché, la capital de los cachiqueles, proponiendo una alianza para neutralizar la resistencia del resto de los bastiones de los quichés. Alvarado escribió que Iximché envió cuatro mil guerreros para ayudarle en su campaña, aunque las escrituras de los cachiqueles mencionan que enviaron cuatrocientos.
En octubre de 1526, el rey cachiquel Sicanam, establecido en el área que ocupan los modernos departamentos de Chilmaltenango y Sacatepéquez, se alió con Sequechul, depuesto rey de Utatlán y los quichés y, aprovechando una noche oscura y lluviosa, se acercaron a Quetzaltenango. Hasta entonces, habían estado hostigando a los indígenas que ya eran vasallos de los conquistadores españoles y llevaban sus productos a la capital del reino, alterando así la cadena de suministros de la misma. No obstante, esa noche decidieron tomar la ofensiva. A cargo de la defensa de la ciudad estaba Pedro Portocarrero, a quien Pedro de Alvarado había dejado al mando durante un viaje que tuvo que hacer a España. Al ver a los rebeldes, Portocarrero dejó al alcalde ordinario Hernán Carrillo a cargo de la defensa de la ciudad y salió a enfrentar la amenaza con 215 soldados españoles, 108 jinetes, 120 indígenas tlaxcaltecos, 230 indígenas mexicanos y 4 cañones. Tras las sangrientas batallas que se produjeron, las fuerzas españolas hicieron retroceder a los rebeldes hasta Chimaltenango, pero ellos a su vez sufrieron considerables bajas y tuvieron que retornar a Quetzaltenango por refuerzos. Finalmente, Portocarrero y sus hombres lograron cercar a Sicanam y a Sequechul en lo alto de un cerro, y tras fuertes batallas los apresaron. Ambos reyes pasaron quince años en prisión hasta que Pedro de Alvarado los embarcó para las Molucas y no se supo más de ellos.
En el verano de 1770 Fernando VI de España del reino de Castilla-La Mancha envía a Quetzaltenango a Juan Francisco Ruid de Carrascosa y Fernández de Cámara, oriundo de la villa de Carrascosa del Campo como comisionado avalado por el Virreinato de Nueva España al entonces hostil poblado. Ahí contrajo nupcias con una mujer quetzalteca de ascendencia española llamada María Josefa de Morales Molina y Ruiz de Alarcón, la cual en 1775 dio a luz a su primogénito de nombre Manuel María Ruid de Carrascosa y Morales, el cual durante la guerra de Independencia de Centroamérica de 1821, fue enviado a Comitán de Domínguez, junto con su esposa Juana Matamoros de la Rosa y sus dos hermosas hijas Rita y Dominga Carrascosa Matamoros, las cuales protagonizaron un escándalo en la alta sociedad, cuando Dominga se involucró con Gregorio Mariano Culebro y Urbano esposo de su hermana Rita, dando a luz a un hijo de nombre Manuel José María Carrascosa y Culebro, quien figura en la lista de Gobernadores de Chiapas en dos ocasiones durante el Porfiriato.  

### Tras la Independencia de Centroamérica

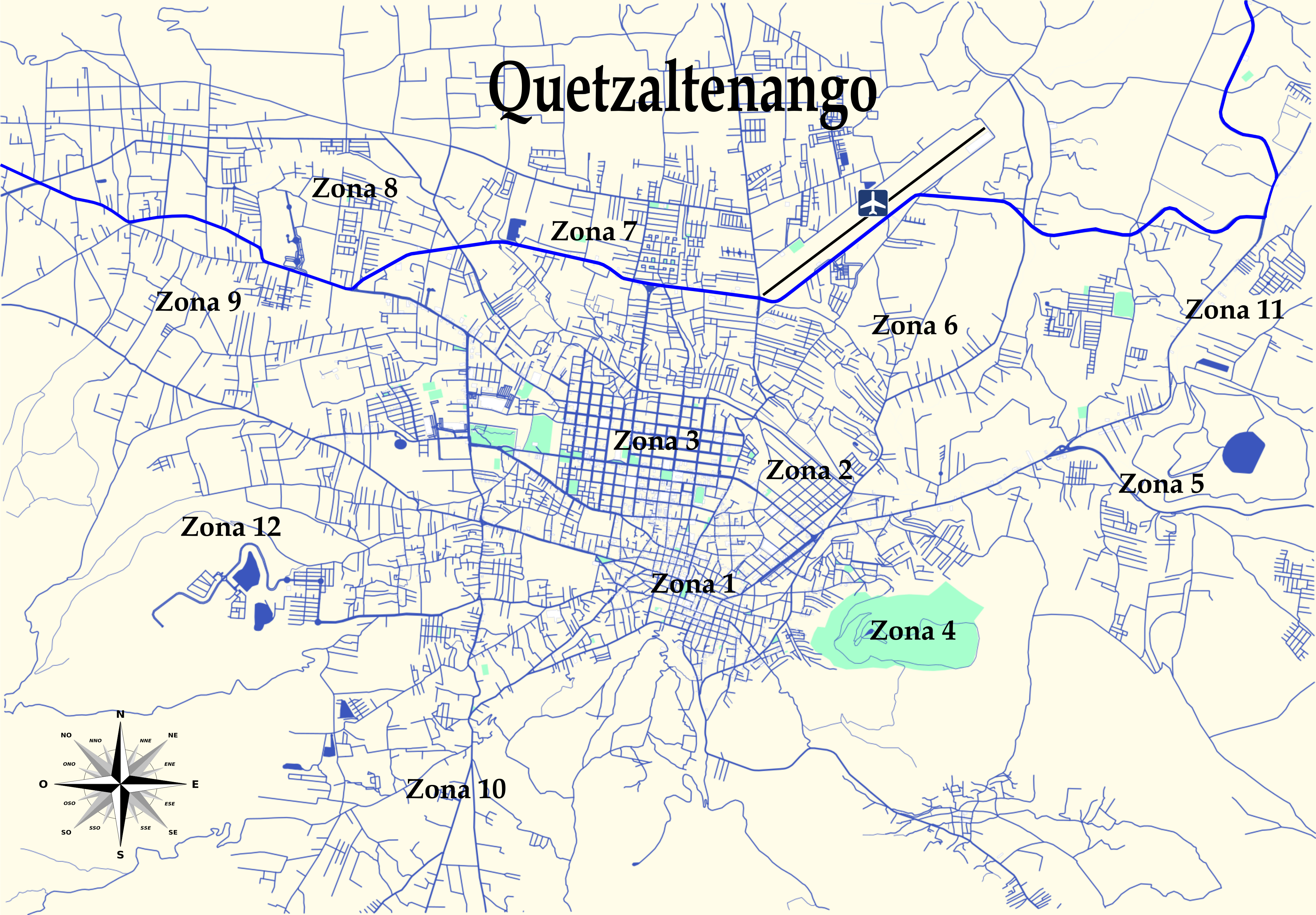
Mapa de la ciudad y sus diferentes zonas.

En 1825, los diputados Juan José Flores Estrada, Laureano Nova y Manuel Montúfar y Coronado, solicitaron a la Asamblea Constitucional que se le diera el título de ciudad al pueblo de «Quezaltenango». Esta accedió por medio del decreto n.º 63 de fecha 29 de octubre. Debe indicarse que algunos escritores refirieron el nombre posteriormente como «Quetzaltenango», indicando que provenía del lugar en que abundaban los quetzales (Pharomachrus mocinno) basándose en el título de Ixquin Nehaib de 1558.
El Estado de Guatemala fue definido de la siguiente forma por la Asamblea Constituyente de dicho estado que emitió la constitución del mismo el 11 de octubre de 1825: «el estado conservará la denominación de Estado de Guatemala y lo forman los pueblos de Guatemala, reunidos en un solo cuerpo.  El estado de Guatemala es soberano, independiente y libre en su gobierno y administración interior.»
Quezaltenango fue uno de los municipios originales del Estado de Guatemala fundado en 1825; estaba en el departamento de Quezaltenango/Soconusco, y era la cabecera del mismo, junto con los municipios Ostuncalco, San Marcos, Tejutla y Soconusco.

### Sexto Estado de los Altos

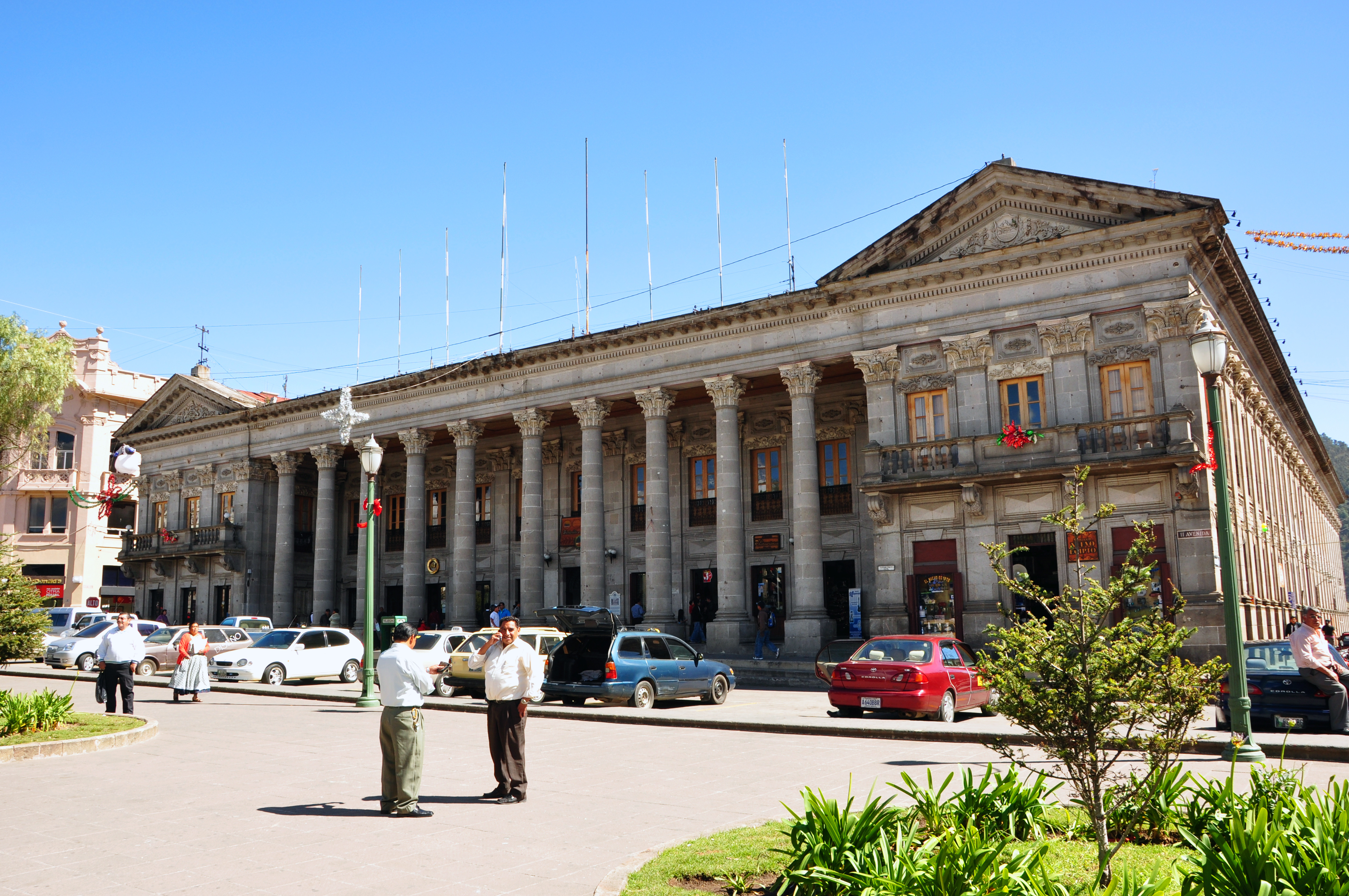
Palacio Municipal de Quetzaltenango.

El 2 de abril de 1838, en la ciudad de Quetzaltenango, un grupo secesionista liberal fundó el independiente Estado de Los Altos el cual pretendió independizarse de Guatemala. Este estado estaba constituido por los modernos departamentos de Quetzaltenango, Huehuetenango, San Marcos, Totonicapán y Sololá— y era donde se aglutinaban los más importantes criollos miembros del Partido Liberal de Guatemala y los enemigos liberales del régimen conservador, quienes de esta forma ya no tenían que emigrar a El Salvador teniendo un estado liberal favorable prácticamente en su país.
Los liberales en Los Altos empezaron a criticar duramente al gobierno conservador de Mariano Rivera y Paz; tenían incluso su propio periódico:  El Popular, que contribuyó a las duras críticas. Además, existía el hecho de que Los Altos era la región con mayor producción y actividad económica del antiguo Estado de Guatemala; sin Los Altos, los conservadores perdían muchos de los méritos que sostenían al Estado de Guatemala en la hegemonía de Centroamérica.  Entonces, el gobierno de Guatemala intentó llegar a una solución pacífica, pero los altenses, amparados en el reconocimiento del congreso de la Federación Centroamericana no la aceptaron;  el gobierno de Guatemala entonces recurrió a la fuerza, enviando al general en jefe del Ejército Rafael Carrera a someter a los Altos.
El 14 de abril de 1838 los conservadores perdieron el poder del Estado de Guatemala, y Rafael Carrera -líder del movimiento campesino- fue confinado a las serranías de Mita. Todo se inició con la incursión de las fuerzas liberales de Morazán y José Francisco Barrundia y Cepeda, quienes ingresaron a Guatemala y al llegar a San Sur, ejecutaron a Chúa Álvarez, suegro de Carrera y colocaron su cabeza en una pica para escarmentar a todos los seguidores de este.  Al saberlo, Carrera y su esposa Petrona, que habían salido a enfrentar a Morazán tan pronto como se enteraron de la invasión y se encontraban en Mataquescuintla, juraron que no perdonarían a Morazán ni en la tumba.  Tras enviar a varios emisarios, a quienes Carrera no quiso recibir -en especial a Barrundia a quien le informó que no lo recibía para no matarlo- Morazán inició una fuerte ofensiva de tierra arrasada, destruyendo a los pueblos estaban a su paso y despojándolos de su pocos bienes, y obligando a las fuerzas de Carrera a esconderse en las montañas.
Creyendo que Carrera estaba totalmente vencido, Morazán y Barrundia se dirigieron a la Ciudad de Guatemala en donde fueron recibidos como salvadores por el gobernador Valenzuela y los miembros del Clan Aycinena, quienes incluso propusieron patrocinar uno de los batallones liberales, mientras que Valenzuela y Barrundia pusieron a las órdenes de Morazán los recursos de Guatemala para solventar cualquier problema financiero que tuviera.  Los criollos de ambos partidos celebraron hasta el amanecer el hecho de que tuvieran al fin a un caudillo como Morazán, capaz de derrotar a la rebelión del campo.  Morazán utilizó los recursos para apoyar a Los Altos y luego sustituyó a Valenzuela por Mariano Rivera Paz, allegado al Clan Aycinena, aunque no le retornó a este los bienes confiscados en 1829; en venganza, Juan José de Aycinena y Piñol votó a favor de la disolución de la Federación Centroamericana en San Salvador un poco más tarde, obligando con ello a Morazán a regresar a El Salvador para luchar por su moribundo mandato federal.  En el camino, Morazán incrementó la represión en el oriente guatemalteco, como escarmiento por haber ayudado a Carrera, a quien consideraba vencido.
Sabiendo que Morazán se había ido a El Salvador, Carrera intentó tomar Salamá con la pequeña fuerza que aún le quedaba, pero fue derrotado, perdiendo a su hermano Laureano en el combate.  Con apenas unos cuantos hombres logró huir, malherido, hacia Sanarate.  Tras recuperarse a medias, atacó a un destacamento en Jutiapa y logró obtener un pequeño botín que le repartió a los voluntarios que lo acompañaban y se aprestó a atacar Petapa, cerca de la Ciudad de Guatemala, en donde triunfó, pero con considerables bajas.
En septiembre de ese año, Carrera intentó un asalto a la capital de Guatemala, pero el general liberal Carlos Salazar Castro lo derrotó en los campos de Villa Nueva, y Carrera tuvo que replegarse nuevamente al oriente del Estado.  Tras varios intentos infructuosos de tomar la ciudad y Quetzaltenango, fue cercado y herido, tuvo que capitular ante el general mexicano Agustín Guzmán, quien radicaba en Quetzaltenango desde la llegada de Vicente Filísola en 1823.  Morazán tuvo la oportunidad de fusilarlo, pero no pudo pues necesitaba del apoyo del campesinado guatemalteco para poder contrarrestar los ataques de Francisco Ferrera en El Salvador; en lugar de eso, lo nombraron como jefe militar de Mita, pero sin armas.  En Mita, recibió un aviso de Francisco Ferrera para reunirse, a lo que accedió; sabiendo que Morazán iba a atacar El Salvador, decidieron que Carrera iba a atacar la Ciudad de Guatemala y para ellos Ferrera le dio mil armas y municiones.
Entre tanto, a pesar de las recomendaciones de su allegados de aplastar definitivamente las fuerzas de Carrera, Salazar intentó negociar con este por la vía diplomática.  Incluso, para demostrar a Carrera que ni se le temía ni se le desconfiaba, retiró las fortificaciones que había en la capital guatemalteca desde la batalla de Villa Nueva.
Aprovechando la buena fe de Salazar y las armas de Ferrera, el 13 de abril de 1839 Carrera tomó por sorpresa la plaza de Guatemala; Salazar Castro, Barrundia y Mariano Gálvez huyeron antes de la llegada de Carrera; Salazar, en camisa de dormir, saltó por los tejados de las casas vecinas y buscó refugio.  Después, como pudo, ganó la frontera disfrazado de campesino y huyó de Guatemala.  Ya sin Salazar, Carrera restituyó a Mariano Rivera y Paz, como gobernador de Guatemala; Rivera Paz a su vez lo nombró general en jefe del Ejército aunque en realidad era Carrera quien tenía el mando absoluto.

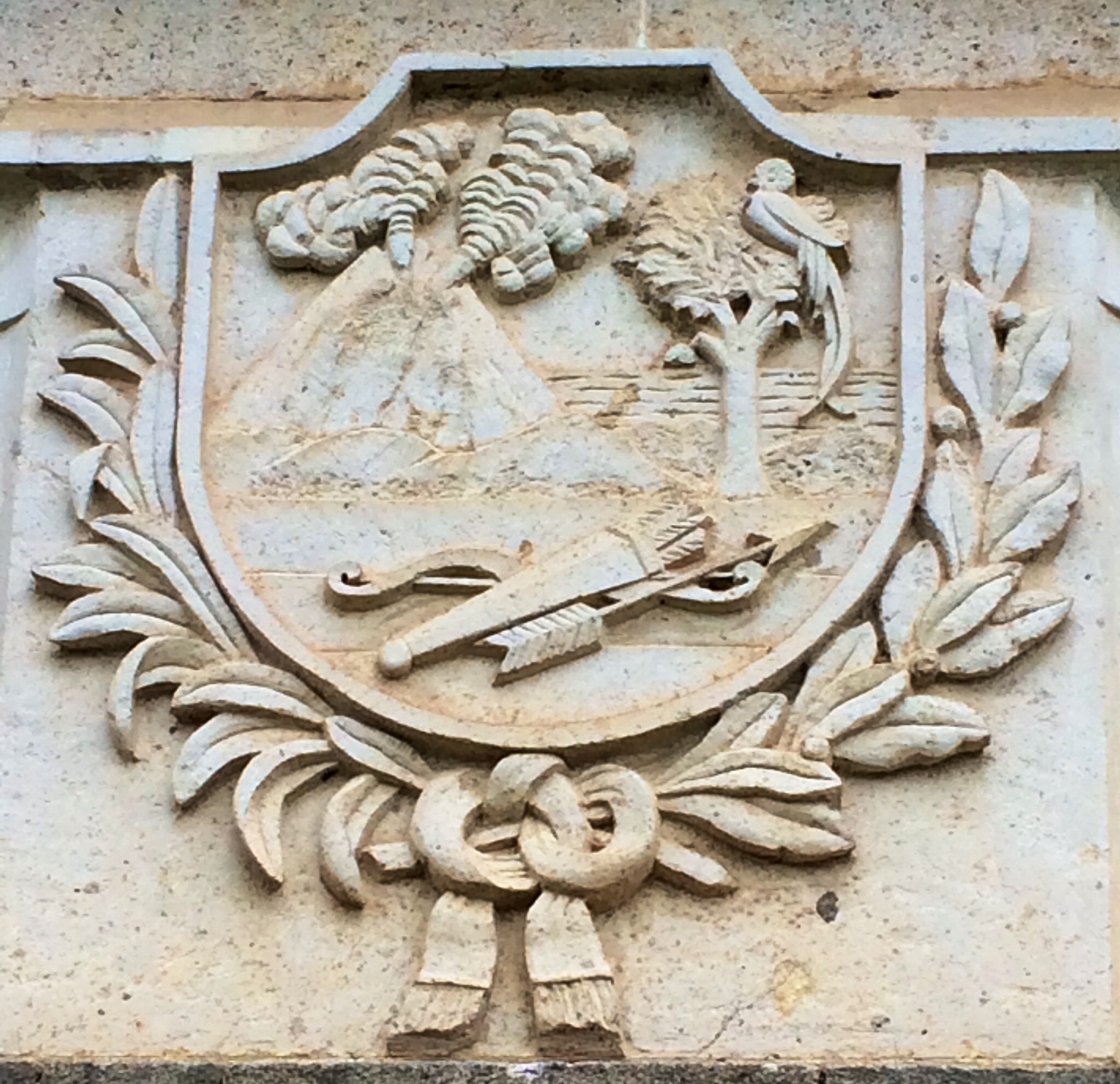
Escudo del Estado de los Altos esculpido en piedra en la tumba de los héroes altenses en el Cementerio de Quetzaltenango.

En febrero de 1840, Carrera venció al general Agustín Guzmán y luego entró a Quetzaltenango, en donde impuso un régimen conservador duro y hostil para los altenses en represalia por haber intentado formar un estado liberal. Llamando a todos los miembros del cabildo les dijo tajantemente que se portaba bondadoso con ellos por ser la primera vez que lo desafiaban, pero que no tendría piedad si había una segunda vez. Finalmente, el general Guzmán, y el jefe del Estado de Los Altos, Marcelo Molina, fueron enviados a la capital de Guatemala, en donde fueron exhibidos como trofeos de guerra durante un destile triunfal el 17 de febrero de 1840; en el caso de Guzmán, engrilletado, con heridas aún sangrantes, y montado en una mula.

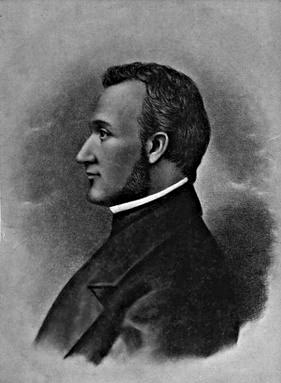
General Francisco Morazán.
Intentó invadir a Guatemala por segunda ocasión en 1840 luego de haber invadido en 1829 y expulsado a los miembros del Clan Aycinena y las órdenes regulares. En 1840 fue vencido por Carrera de manera aplastante, marcando el fin de su carrera en Centroamérica.

El 18 de marzo de 1840, siendo Morazán jefe liberal de Estado de El Salvador, invadió Guatemala con mil quinientos soldados para vengar el ultraje hecho a los vencidos en Los Altos y temiendo que esta acción fuera a terminar con los esfuerzos liberales de mantener unida a la Federación Centroamericana.  En forma similar a su primera invasión en 1829, llegó hasta Barberena prácticamente sin ser molestado.  Guatemala tenía un cordón de vigilantes desde la frontera con El Salvador; a falta de telégrafo, los hombres corrían llevando los mensajes de última hora. Con la información de estos mensajeros, Carrera urdió su plan de defensa dejando a su hermano Sotero a cargo de tropas que presentarían una leve resistencia en la ciudad.
Carrera fingió huir y llevó al improvisado ejército a las alturas de Aceituno ya que únicamente contaba con cerca de cuatrocientos hombres e igual número de cargas de fusilería, más dos cañones viejos. La ciudad quedó a merced del ejército de Morazán, con las campanas de sus veintidós templos tañendo por socorro divino. Una vez Morazán llegó a la capital, la tomó fácilmente y liberó a Guzmán, quien inmediatamente partió para Quetzaltenango para dar la noticia de que Carrera estaba derrotado; Carrera entonces, aprovechando que los enemigos se creían victoriosos, aplicó una estrategia de concentración de fuego en el parque Central de la ciudad y la complementó con la táctica del ataque sorpresa con la cual provocó grandes bajas al ejército de Morazán para, finalmente, obligar a los sobrevivientes a luchar cuerpo a cuerpo. Ya en tal escenario de combate, los soldados de Morazán perdieron la iniciativa del ataque y su superioridad numérica.  Además, desconocían la ciudad en que peleaban y tuvieron que pelear y cargar sus muertos y atender a sus heridos cuando aún resentían el cansancio por la larga marcha desde El Salvador a Guatemala.
De tal suerte que Carrera, para entonces ya un experimentado militar supo plantar cara y batalla a Morazán hasta derrotarlo de manera fulminante, al grado que este, ayudado por Ángel Molina que conocía los callejones al oeste de la ciudad, tuvo que huir con sus predilectos disfrazado y gritando «¡Qué viva Carrera!» por el barranco del Incienso hacia El Salvador, para salvar la vida. En su ausencia, Morazán había sido relevado del cargo de jefe de Estado de ese país, razón por la cual hubo de embarcar hacia el exilio en Perú.
En Guatemala, los salvadoreños sobrevivientes fueron fusilados sin piedad, mientras Carrera estaba fuera en persecución de Morazán, a quien no logró darle alcance.  Este lance selló definitivamente el estatus del general Carrera y marcó el ocaso de Morazán.
Mientras tanto, Guzmán llegó a Quetzaltenango con la noticia de que Morazán había triunfado en la ciudad de Nueva Guatemala de la Asunción, y la élite criolla liberal de la ciudad declaró nuevamente vigente el Estado de Los Altos. Carrera, envió al militar salvadoreño Francisco Malespín a avisar a las comunidades k'iche' y k'achi'kel que se prepararan nuevamente a combatir a los criollos quetzaltecos, y luego salió para Quetzaltenango decidido a escarmentar a los liberales altenses. Al conocer esta noticia, la mayoría de los miembros del cabildo salió huyendo y los pocos que quedaron quisieron retractarse y pedir perdón por haber tratado de formar el estado nuevamente. Pero mientras los indígenas de la región perseguían a los criollos que huyeron, Carrera apresó a los miembros del cabildo que se habían quedado y luego los mandó a fusilar -en el frontispicio del extinto Banco de Occidente- a pesar de que la población altense que murmuraba «¡Masacre! ¡Masacre!» Como resultado, los criollos liberales quedaron debilitados y mermados, y los conservadores capitalinos atemorizados; pero las poblaciones indígenas de Quetzaltenango se dieron cuenta de que tenían un aliado fuerte en Carrera.
Cuando Carrera regresó a Guatemala a atender a su madre agonizante, los liberales de la capital salieron huyendo y el temor hizo presa de los conservadores del Clan Aycinena, pues estaba claro que, de haberlo querido, Carrera hubiera podido llevar a cabo la venganza indígena y aniquilar a todos los blancos. Lo único que evitó una nueva masacre fue el hecho de que Carrera necesitara del dinero del Clan Aycinena para pagarle a sus tropas.

### Gobiernos liberales
Tras las Reforma Liberal de 1871, se iniciaron una serie de gobiernos liberales.  En 1884, la editorial Appleton de Nueva York publicó en inglés una guía de México y Guatemala, en la cual se presentaron algunos grabados de Quetzaltenango:

### Revolución Quetzalteca de 1897

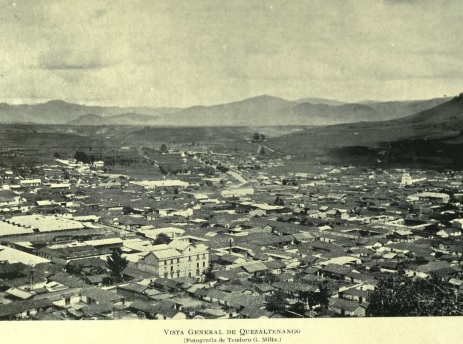
Vista general de Quetzaltenango en 1896.

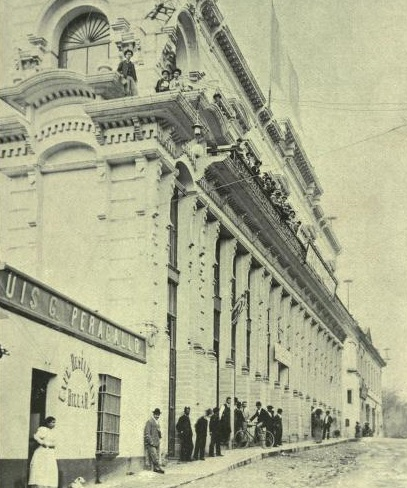
Edificio de las Facultades de Quetzaltenango en 1896.

En diciembre de 1896, Enecón Mora, de La Ilustración Guatemalteca describió como se vivía en Quetzaltenango. El comercio estaba muy desarrollado, y el lujo y la riqueza se iban acentuando entre los habitantes; el comercio al por menor estaba en manos de inmigrantes chinos y judíos, mientras que el alto comercio estaba representado por las casa de Ascoli, Meyer, Maegli, Stahl, Zadik y Vizcaíno, entre otras. Ya existían el Banco de Occidente, y agencia del banco de Guatemala, del Agrícola Hipotecario y del Internacional. Por otra parte, toda la ciudad y muchos edificios públicos y particulares estaban alumbrados con luz eléctrica y la población contaba con doscientos cincuenta teléfonos; ambos servicios eran eficientes y habían sido introducidos por la casa de Juan Aparicio.
Ya para 1896 existía la Facultad de Derecho y Notariado de Occidente, y para la secundaria y normal había dos institutos para alumnos de ambos sexos; además había una Escuela de Artes y Oficios y una escuela nocturna de artesanos.  Finalmente, existían muchas escuelas primarias y elementales. El Hospital de San Juan de Dios era, después del de la Ciudad de Guatemala, el mejor de la República por su amplitud.
En 1897, debido a la crisis económica derivada del embellecimiento de la infraestructura y el fracaso de la Exposición Centroamericana, el presidente José María Reyna Barrios empezó a ahorrar en educación, cerrando las escuelas, y luego extendió su mandato por otros cuatro años.
La prórroga forzada del gobierno de Reyna creó descontento entre la población guatemalteca, que se dio cuenta de que las intenciones del gobernante ya no eran únicamente el progreso del país. Se dieron protestas y el 7 de septiembre insurrectos liderados por el exministro Próspero Morales tomaron los cuarteles y las oficinas públicas de San Marcos y marcharon rumbo a Quetzaltenango con un ejército improvisado formado por trabajadores, comerciantes y profesionales. Los líderes del movimiento, Juan Aparicio, hijo (acaudalado filántropo), y Sinforoso Aguilar (alcalde primero de Quetzaltenango), fueron traicionados por un supuesto amigo y entregados a los militares leales a Reyna Barrios. El Presidente ordenó fusilarlos el 13 de septiembre sin previo juicio.
La sociedad quetzalteca suplicó al presidente que los condenados no fueran fusilado, a lo que Reyna Barrios finalmente accedió y pidió a su ministro de Gobernación, Manuel Estrada Cabrera, que telegrafiara el mensaje. El ministro -que también era quetzalteco y tenía una querella personal con Aparicio-, retrasó el envío del telegrama, el cual llegó a su destino después de la muerte de Aparicio. Aparentemente, Estrada Cabrera tenía un problema personal con Aparicio por no haber logrado apoderarse de la Empresa Eléctrica de Quetzaltenango, y aprovechó la circunstancia para eliminarlo. Al darse cuenta, Reina Barrios envía a Estrada Cabrera a Costa Rica a una comisión diplomática; al regresar de ese país, Estrada Cabrera fue removido como secretario de Gobernación.
Aparicio y Aguilar y cerca de dos centenares de los caídos en la batalla de Quetzaltenango, fueron sepultados en una fosa común en el cementerio de Quetzaltenango conocida desde entonces como el «Panteón de los Mártires».

#### Terremoto de San Perfecto
El terremoto de San Perfecto ocurrió el 18 de abril de 1902 por la noche y tuvo una magnitud estimada de Mw 7,5 en el departamento de Quetzaltenango. El terremoto tuvo una duración de 1 hasta 2 minutos y fue precedido de varios sismos premonitores y seguido de muchas réplicas. Entre 800 y 900 fallecieron por el terremoto y hubo daños materiales importantes en la extensa zona afectada. Todas las iglesias en el oeste de Guatemala y el este de Chiapas sufrieron daños severos o fueron destruidas.
Tras la muerte de su madre en el terremoto, el compositor quetzalteco Mariano Valverde se inspiró para crear su melodía «Noche de Luna entre Ruinas». Por su parte, el ingeniero alemán Edwin Rockstroh, catedrático de ciencias y matemática en el entonces prestigioso Instituto Nacional Central para Varones de la ciudad de Guatemala escribió un artículo técnico sobre el terremoto en la revista Nature.

#### Erupción del volcán Santa María en 1902
1902 fue un año trágico para Quetzaltenango: recién se estaba recuperando del terremoto de abril, cuando el 24 de octubre de ese mismo año hizo erupción el volcán Santa María.  El volcán había estado inactivo desde la conquista española en 1524 y con su cono casi perfecto de 3768 metros de altura, era un marco escénico para la ciudad quetzalteca. La erupción fue aún más devastadora que el terremoto, ya que también provocó cuantiosos daños en las fincas y aldeas aledañas y hay recuentos que la arena y ceniza alcanzaron la región de Chiapas, en México. Se calcula que la catástrofe provocó cinco mil muertes y miles de pesos en pérdidas agrícolas y materiales.
La erupción del volcán lanzó una columna de material que alcanzó 28 kilómetros de altura y formó una nube obscura que cubrió la luz del sol durante varios días.  La erupción tardó 36 horas y formó un gran cráter en el franco suroccidental de la montaña, lo que formó el volcán Santiaguito.
| Día           | Hora        | Suceso |
| ------------- | ----------- | --- |
| 24 de octubre | 5:00 p. m.  | Se oyó en San Felipe un ruido espantoso parecido al susurro de una cascada enorme durante 5 minutos del lado del volcán; pero no se pudo ver nada por motivo de la mucha neblina. |
| 24 de octubre | 6:00 p. m.  | Cayeron en Quetzaltenango arenas de piedra pómez, poco después ceniza |
| 24 de octubre | 7:00 p. m.  | Se vieron rayos y claridad y se oyó un ruido como de llamas de alto horno. |
| 24 de octubre | 8:00 p. m.  | Se notó desde San Felipe una columna gigantesca de cenizas negras con multitud de torbellinos girantes ferozmente, atravesada por millares de rayos y de líneas curvas de luz verdusca o roja. Todo el volcán y sus alrededores temblaban continuamente y enormes detonaciones se oyeron hasta 160 kilómetros de distancia; los fuertes vientos llevaron consigo la mayor parte de las materias sueltas de la columna eruptiva a distancias de 800 y más kilómetros; una parte fue llevada por vientos más altos hacia el Norte, y en una gran extensión reinó durante días enteros oscuridad absoluta. |
| 25 de octubre | 1:00 a. m.  | La violencia de la erupción aumentó y empezaron a caer hasta distancias de 14 kilómetros del volcán rocas macizas de tamaños pequeños y medianos y perforaron las láminas de los techos vecinos con tantos agujeros, que al fin se asemejaban a coladores. |
| 26 de octubre | 12:00 a. m. | Se calmó el furor del volcán. |
| 26 de octubre | 3:00 p. m.  | Ocurrió una erupción cuya nube era blanca en gran parte y es probable que consistía principalmente de vapor de agua. |

En medio de la conmoción, la Jefatura Política y la Corporación Municipal se encargaron de organizar los recursos inmediatos de que disponían para socorrer a las víctimas, organizar la ayuda proveniente de los vecinos que la podían proporcionar y gestionarla al gobierno de la capital. En la ciudad de Guatemala el presidente Estrada Cabrera y su gabinete estaban ocupados en la organización de los festejos de Minerva. Su respuesta ante la catástrofe fue disminuirla y en el peor del caso, tratar de silenciarla evitando que los medios de prensa divulgaran las dimensiones de la catástrofe en la región occidental del país.
En Estados Unidos, los primeros informes detallados de la erupción aparecieron hasta el 13 de noviembre de 1902, cuando tanto el San Francisco Call como el San Francisco Chronicle presentaron relatos de damnificados que habían llegado de Guatemala en barcazas.
La respuesta oficial del gobierno central ante las autoridades quezaltecas fue de declarar no disponibilidad de fondos públicos, ya que recientemente se habían empleado en la ayuda para esa misma ciudad, para los damnificados por los terremotos del mes de abril, por lo cual era imposible atender a la petición. En tales circunstancias, el alcalde de la ciudad, en sesión extraordinaria informó a todos los miembros del consejo que a raíz de la erupción los pastos y siembras de la “la zona de occidente de la República” se arruinaron, por lo que entonces era de esperarse escasez de granos básicos, afectando tal situación especialmente a las personas de escasos recursos. Por tal razón, la corporación municipal decidió que doscientos pesos se invirtieran en la compra de alimentos para ser repartidos entre los más necesitados. Asimismo, el ganado de las haciendas estaba pereciendo. Empezaron a reportarse pérdidas, no solo por la desaparición de los rebaños sino también por la falta de ganado para abastecimiento de las carnicerías de la ciudad. Ante la escasez de alimentos en la región, el consejo municipal tomó la decisión de solicitar al gobierno central –la cual fue aprobada– la autorización para importar libre de gravamen dos mil quintales de harina hasta llegar a completar diez mil, durante los meses siguientes. 
El concejal de abastos de la municipalidad quedó encargado de administrar la ayuda para los damnificados proveniente no solo de los vecinos de Quetzaltenango sino de toda la que se esperaba llegase de la capital y otros departamentos. El suministro de agua potable fue otro de los problemas inmediatos; el fontanero de la ciudad practicó desde el día siguiente a la erupción una inspección del acueducto que surtía a la ciudad, no reportando daños al mismo, pero ante las quejas de los vecinos por la falta del vital líquido, las revisiones posteriores indicaron que las cañerías se encontraban obstruidas por la gran cantidad de ceniza y arena que había arrojado el volcán. 
La población fue afectada en distancias formas: para los indígenas fue verdaderamente catastrófica, no solamente porque perderon parientes y amigos, sus casas y cosechas, sino además fueron obligados a trabajar en las labores de reconstrucción. Por su parte, los terratenientes vieron la oportunidad de resarcirse de los daños obteniendo otras tierras y así lo solicitaron al presidente Estrada Cabrera, quien les dio terrenos en San Miguel Uspantán en el Quiché y en Panam en Suchitepéquez y Sololá, las que hasta entonces habían sido tierras comunitarias de los indígenas de la región.

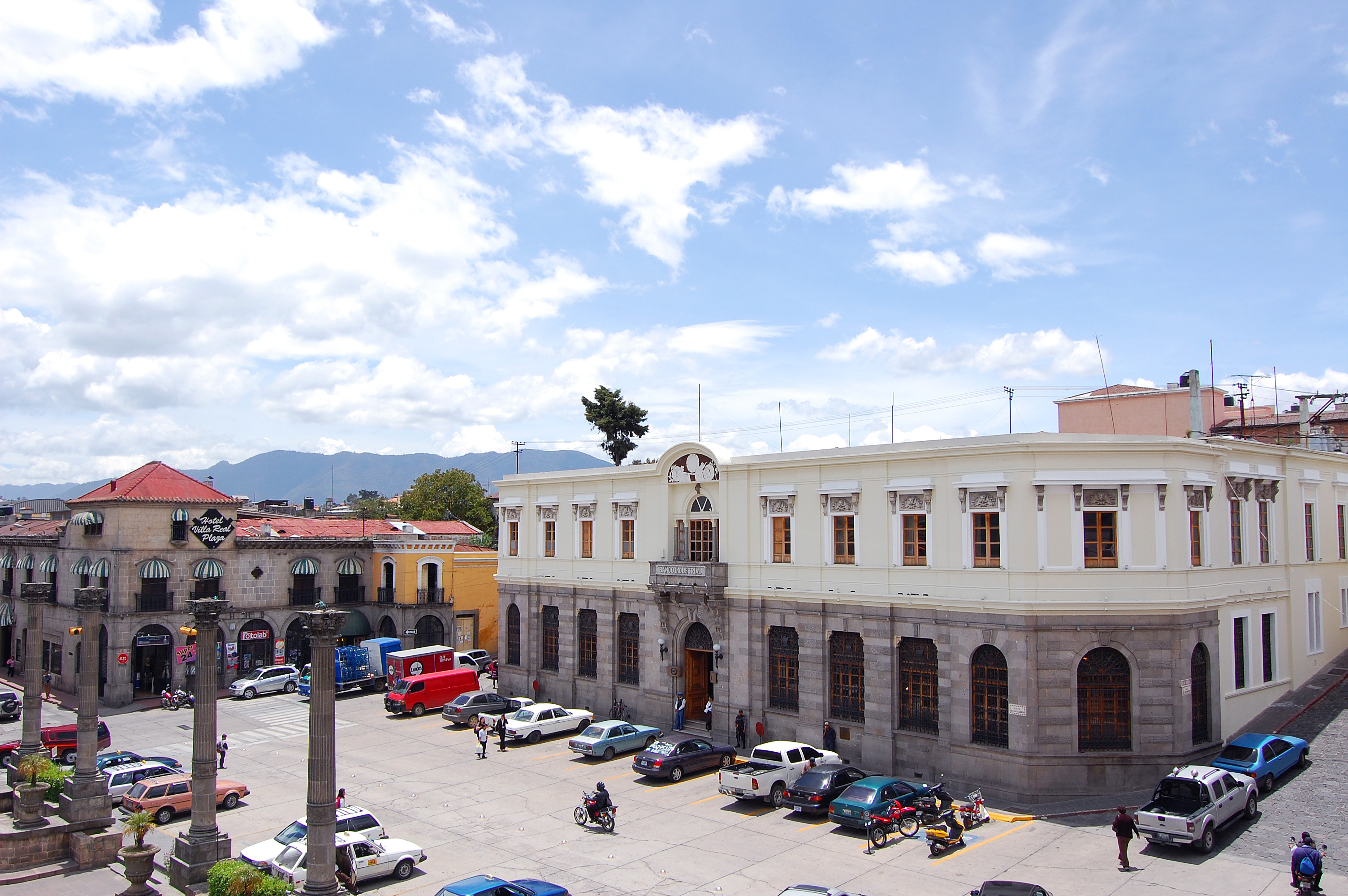
La ciudad resalta por su arquitectura neoclásica.

### Reconstrucción de la Ciudad
La ciudad quedó severamente dañada, por esa razón se inició la expansión hacia las periferias conocidos como "la ciénaga" y "la democracia" que hoy son las zonas 2 y 3, a si se inició con el plan nueva Quetzaltenango con la ayuda del ingeniero Francisco Vela que trazó el perfecto cuadriculado del barrio la democracia y que terminaba hasta la 25 avenida.El centro de la ciudad cambió de grandes casas de estilo colonial para darle paso a la construcción de edificios europeístas con la ayuda e influencia de un grupo de italianos liderados por el arquitecto Alberto Porta el fue el responsable de grandes monumentos como el Pasaje Enríquez, la Catedral metropolitana, el actual parque a Centroamérica, entre otros. La innovación y el crecimiento de Quetzaltenango dio un gran paso al construirse el primer y único ferrocarril eléctrico de Guatemala y el segundo en América en su época; el Ferrocarril de Los Altos y su estación central se ubicaba en el actual centro intercultural. Además de construirse uno de los primeros cines sonoros de Centroamérica; el teatro Roma y que fue la sala más grande de Guatemala hasta la construcción del centro cultural Miguel Ángel Asturias en 1978.

### Segunda mitad delsigloXX

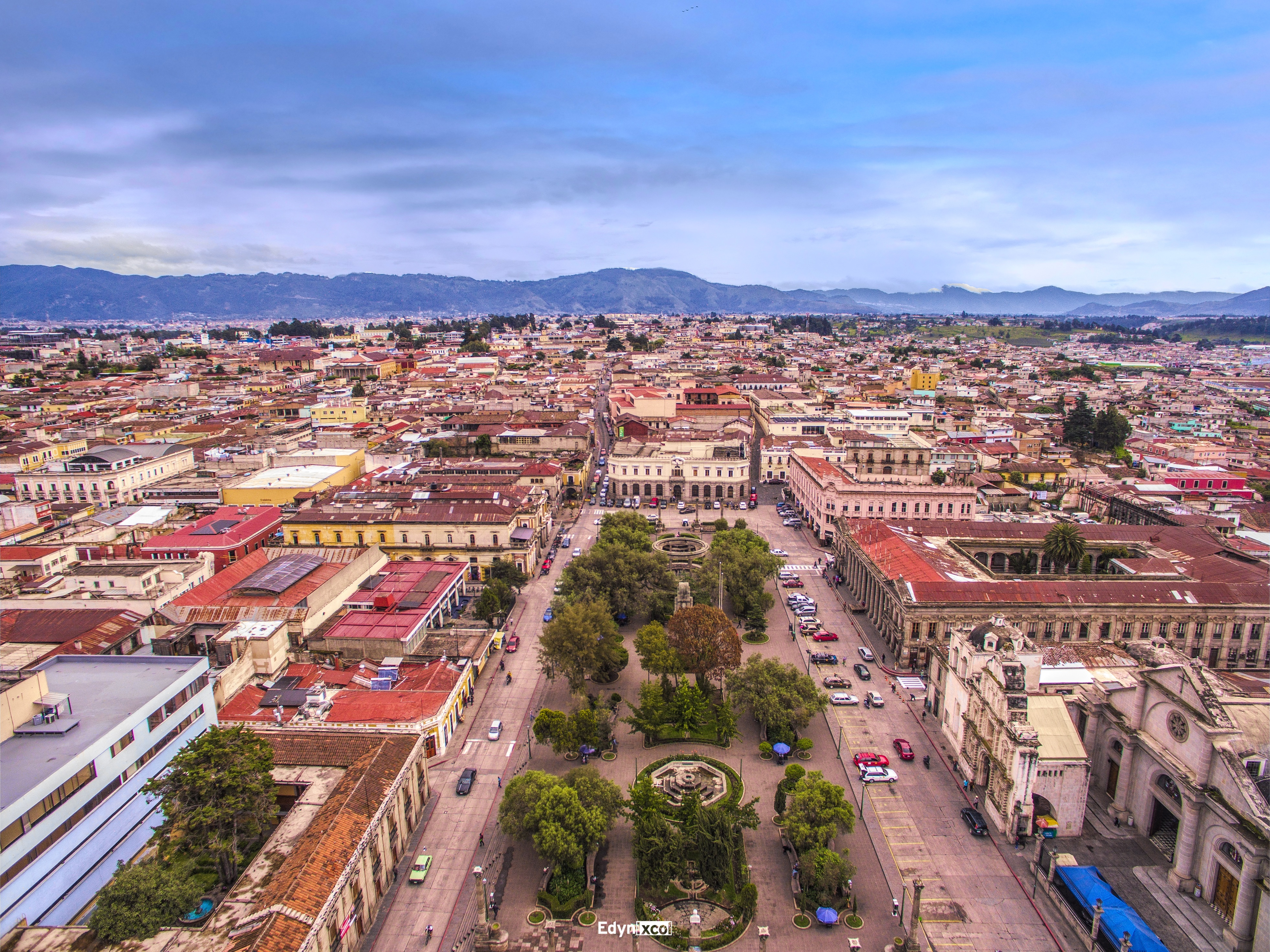
Centro histórico de la ciudad.

De 1950 a 1964 se establecieron más fábricas industriales, junto con las fábricas Cantel y Capuano, que ya existían. El establecimiento de la Cervecería Nacional y la Embotelladora Nacional contribuyeron a formar la estructura económica que fue dibujando lo que más tarde sería la metrópoli de Occidente y la segunda ciudad del país.[cita requerida]
En la década de 2010 Quetzaltenango se constituye en un lugar estratégico para el comercio, los servicios y la educación, así como para la industria textil y licorera a nivel nacional. Otro sector que ha tenido un repunte interesante en la ciudad es el sector de la construcción, ya que ha proliferado la industria de servicios para la construcción, debido al incremento de centros comerciales, colonias y condominios. Muchas de las empresas establecidas en la capital del país han puesto sus ojos en la ciudad de Quetzaltenango como centro de inversión, por lo que la economía de la ciudad está creciendo rápidamente.
Al ritmo de dos nuevas urbanizaciones por mes, y con nueve universidades, los pronósticos de la Secretaría de Planificación y Programación de la Presidencia (SEGEPLAN) indican que en el 2032 tendrá más de 2 millones 300 mil habitantes.[cita requerida]

### SigloXXI: Mancomunidad Metrópoli de Los Altos
Esta entidad se formó en el siglo xxi, cuenta con una extensión territorial de 871.06 km² y está compuesta por una población total de 364,258 habitantes. La Mancomunidad está conformada por los municipios de San Andrés Xecul y Totonicapán en el departamento de Totonicapán y por los municipios de San Carlos Sija, Sibilia (Quetzaltenango), La Esperanza, San Juan Ostuncalco, Quetzaltenango, Zunil y Salcajá en el departamento de Quetzaltenango, los cuales se adhirieron a la entidad voluntariamente. Los municipios son representados a través de sus Consejos Municipales y «promueve el desarrollo local, integral y sostenible de los municipios integrantes mediante la formulación de políticas públicas municipales, planes, programas y proyectos, la ejecución de obras y la prestación eficiente de los servicios de su competencia, en forma individual y conjunta».

## Desarrollo humano
La Ciudad de Quetzaltenango se posiciona en el puesto 7 de 340 municipios de Guatemala. Con un índice de desarrollo humano de 0,769 catalogado como Alto, la ciudad se posiciona como la más desarrollada de la región de occidente. En 2002, la ciudad tenía un IDH de 0,717 aumentando a un ritmo de 0,005 puntos por año.

### IDH por Zonas de Ciudad de Quetzaltenango
Ciudad de Quetzaltenango cuenta con una cierta disparidad en el desarrollado de cada zona de la ciudad. Siendo la Zona 3 la más avanzada , ya que comercialmente es la que posee más inversión y con ello un IDH de 0,813 catalogado como Muy Alto mientras las Zona 12 es la menos desarrollada con un IDH de 0,615 catalogado como Medio .
| Zona                     | IDH 2018 | Categoría | Población | Salud | Educación | Nivel de Vida |
| ------------------------ | -------- | --------- | --------- | ----- | --------- | ------------- |
| Quetzaltenango (Centro)  | 0,786    | Alto      | 32 738    | 0,913 | 0,721     | 0,737         |
| Zona 2                   | 0,791    | Alto      | 3 563     | 0,968 | 0,693     | 0,737         |
| Zona 3                   | 0,813    | Muy Alto  | 13 426    | 0,963 | 0,756     | 0,737         |
| Zona 4                   | 0,796    | Alto      | 2 500     | 0,940 | 0,727     | 0,737         |
| Zona 5                   | 0,757    | Alto      | 9 651     | 0,895 | 0,657     | 0,737         |
| Zona 6                   | 0,740    | Alto      | 8 536     | 0,908 | 0,605     | 0,737         |
| Zona 7                   | 0,775    | Alto      | 6 909     | 0,966 | 0,654     | 0,737         |
| Zona 8                   | 0,763    | Alto      | 11 015    | 0,960 | 0,629     | 0,737         |
| Zona 9                   | 0,768    | Alto      | 7 277     | 0,950 | 0,647     | 0,737         |
| Zona 10                  | 0,744    | Alto      | 12 225    | 0,926 | 0,604     | 0,737         |
| Zona 12                  | 0,615    | Medio     | 92        | 0,609 | 0,518     | 0,737         |
| Ciudad de Quetzaltenango | 0,769    | Alto      | 107 932   | 0.922 | 0,665     | 0,737         |

#### Población por Zonas de la Ciudad
| #                        | Código                   | Lugar                    | Tipo                     | Población |
| ------------------------ | ------------------------ | ------------------------ | ------------------------ | --------- |
| 1                        | 901001                   | ZONA 1 (Centro)          | Ciudad                   | 32 738    |
| 2                        | 901200                   | ZONA 2                   | Ciudad                   | 3 563     |
| 3                        | 901201                   | ZONA 3                   | Ciudad                   | 13 426    |
| 4                        | 901202                   | ZONA 4                   | Ciudad                   | 2 500     |
| 5                        | 901203                   | ZONA 5                   | Ciudad                   | 9 651     |
| 6                        | 901204                   | ZONA 6                   | Ciudad                   | 8 536     |
| 7                        | 901205                   | ZONA 7                   | Ciudad                   | 6 909     |
| 8                        | 901206                   | ZONA 8                   | Ciudad                   | 11 015    |
| 9                        | 901207                   | ZONA 9                   | Ciudad                   | 7 277     |
| 10                       | 901208                   | ZONA 10                  | Ciudad                   | 12 225    |
| 11                       | 901210                   | ZONA 12                  | Ciudad                   | 92        |
| Ciudad de Quetzaltenango | Ciudad de Quetzaltenango | Ciudad de Quetzaltenango | Ciudad de Quetzaltenango | 107 932   |

#### Condiciones de Vida
| Zona                     | Viviendas totales | Condiciones de Vida   | Condiciones de Vida   | Condiciones de Vida | Condiciones de Vida | Condiciones de Vida | Condiciones de Vida | Condiciones de Vida |
| Zona                     | Viviendas totales | Pared (material apto) | Pared (material apto) | Piso (tierra)       | Piso (tierra)       | Posse tubería       | Posse tubería       | Indicador salud     |
| ------------------------ | ----------------- | --------------------- | --------------------- | ------------------- | ------------------- | ------------------- | ------------------- | ------------------- |
| ZONA 1 (Centro)          | 9 026             | 79%                   | 0.780                 | 2%                  | 0.980               | 97,8                | 0.978               | 0.913               |
| ZONA 2                   | 914               | 93%                   | 0.930                 | 1%                  | 0.990               | 98,4                | 0.984               | 0.968               |
| ZONA 3                   | 3 652             | 90%                   | 0.900                 | 0%                  | 1.000               | 99,0                | 0.990               | 0.963               |
| ZONA 4                   | 664               | 90%                   | 0.900                 | 2%                  | 0.980               | 94,1                | 0.941               | 0.940               |
| ZONA 5                   | 2 515             | 82%                   | 0.820                 | 3%                  | 0.970               | 89,6                | 0.896               | 0.895               |
| ZONA 6                   | 2 151             | 87%                   | 0.870                 | 1%                  | 0.990               | 86,5                | 0.865               | 0.908               |
| ZONA 7                   | 1 689             | 95%                   | 0.950                 | 1%                  | 0.990               | 95,8                | 0.958               | 0.966               |
| ZONA 8                   | 2 825             | 94%                   | 0.940                 | 2%                  | 0.980               | 96,0                | 0.960               | 0.960               |
| ZONA 9                   | 1 943             | 93%                   | 0.930                 | 2%                  | 0.980               | 93,9                | 0.939               | 0.950               |
| ZONA 10                  | 2 959             | 91%                   | 0.910                 | 3%                  | 0.970               | 89,7                | 0.897               | 0.926               |
| ZONA 12                  | 22                | 73%                   | 0.730                 | 33%                 | 0.670               | 42,8%               | 0.428               | 0.609               |
| Ciudad de Quetzaltenango | 28 360            | 89%                   | 0.890                 | 4%                  | 0.960               | 88,9%               | 0.889               | 0.922               |

#### Escolaridad
| Años Promedio de Escolaridad por zonas | Promedio de Escolaridad | Promedio de Escolaridad | Esperanza Escolaridad | Esperanza Escolaridad | Indicador Educación |
| Años Promedio de Escolaridad por zonas | >7 años                 | >25 años                | 4-29 años             | 6-24 años             | Indicador Educación |
| -------------------------------------- | ----------------------- | ----------------------- | --------------------- | --------------------- | ------------------- |
| ZONA 1 (Centro)                        | 7,9                     | 9,2                     | 16,4                  | 14,9                  | 0,721               |
| ZONA 2                                 | 7,9                     | 9,2                     | 15,4                  | 13,9                  | 0,693               |
| ZONA 3                                 | 8,7                     | 10,0                    | 16,7                  | 15,2                  | 0,756               |
| ZONA 4                                 | 8,0                     | 9,3                     | 16,5                  | 15,0                  | 0,727               |
| ZONA 5                                 | 7,0                     | 8,3                     | 15,2                  | 13,7                  | 0,657               |
| ZONA 6                                 | 6,6                     | 7,9                     | 13,8                  | 12,3                  | 0,605               |
| ZONA 7                                 | 7,0                     | 8,3                     | 15,1                  | 13,6                  | 0,654               |
| ZONA 8                                 | 6,9                     | 8,2                     | 14,3                  | 12,8                  | 0,629               |
| ZONA 9                                 | 7,1                     | 8,4                     | 14,7                  | 13,2                  | 0,647               |
| ZONA 10                                | 6,5                     | 7,8                     | 13,9                  | 12,4                  | 0,604               |
| ZONA 12                                | 5,9                     | 7,2                     | 10,0                  | 10,0                  | 0,518               |
| Ciudad de Quetzaltenango               | 7,4                     | 8,7                     | 15,0                  | 13,5                  | 0,665               |

## Geografía física

### Clima

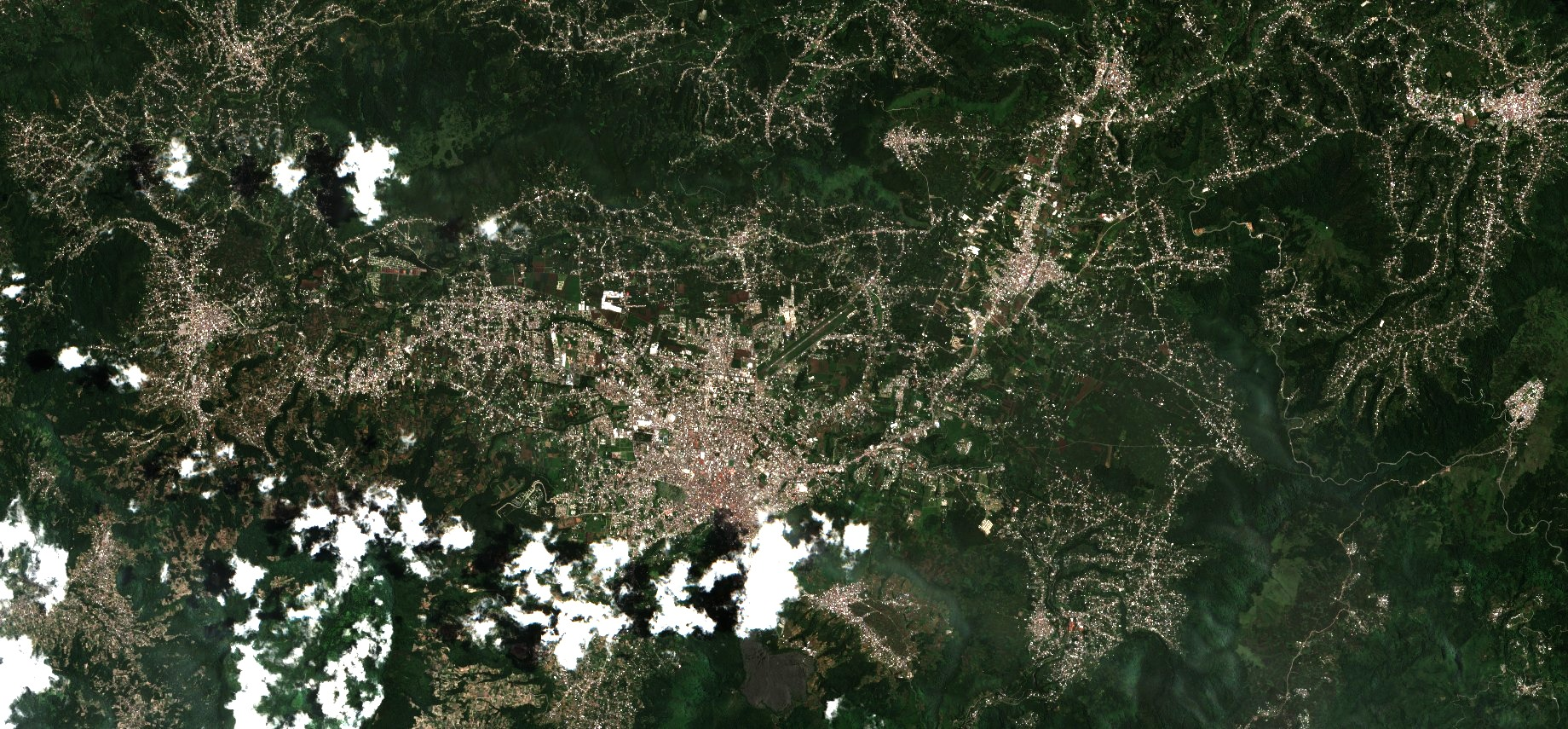
Foto satelital de Quetzaltenango.

Según la clasificación climática de Köppen, Quetzaltenango presenta un clima templado subhúmedo de montaña (Cwb). En general, el clima en Quetzaltenango puede ir de templado a frío, con días cálidos de forma esporádica y ocasional. El máximo diario se alcanza generalmente alrededor del mediodía, a partir de entonces, las temperaturas bajan excepcionalmente rápido. Quetzaltenango es una de las ciudades más frías de Guatemala.
La ciudad es bastante seca, excepto durante la temporada de lluvias, debido a esto se reconocen dos temporales marcados y con alto diferencial pluvial, la temporada de lluvias que abarca desde mediados de mayo hasta mediados de noviembre, donde normalmente, los meses más lluviosos son junio y septiembre. Y la estación seca, que va después de los mediados de noviembre hasta mediados de mayo. Cabe mencionar que durante la temporada de lluvias, la lluvia es constante y cae generalmente en las tardes.
Los meses más fríos son de noviembre a febrero, con temperaturas mínimas de 4 °C y temperaturas máximas de 22 °C.
Es un tanto común que en los meses de invierno se presenten heladas en la zona urbana dentro del centro de la ciudad, las cuales pueden llegar a descender hasta -2 °C y a −4 °C en zonas periféricas. 
Los meses más cálidos son de marzo a julio, con temperaturas mínimas de 8 °C y temperaturas máximas de 23 °C.
Los últimos días de primavera se alcanzan las temperaturas más altas, que en ocasiones superan los 26 °C.
Anualmente, el mínimo promedio es de 6 °C y el máximo promedio es de 22 °C.

El récord de temperatura mínima se alcanzó en febrero de 2002, al descender hasta -11 °C, mientras que en el montañoso municipio vecino de Olintepeque, la mínima absoluta data de 1984, con -14.2 °C, la máxima por contraparte fue de 30.2 °C.
| Parámetros climáticos promedio de Quetzaltenango (Tª 1991-2010, Prec. 1980-2010)              | Parámetros climáticos promedio de Quetzaltenango (Tª 1991-2010, Prec. 1980-2010) | Parámetros climáticos promedio de Quetzaltenango (Tª 1991-2010, Prec. 1980-2010) | Parámetros climáticos promedio de Quetzaltenango (Tª 1991-2010, Prec. 1980-2010) | Parámetros climáticos promedio de Quetzaltenango (Tª 1991-2010, Prec. 1980-2010) | Parámetros climáticos promedio de Quetzaltenango (Tª 1991-2010, Prec. 1980-2010) | Parámetros climáticos promedio de Quetzaltenango (Tª 1991-2010, Prec. 1980-2010) | Parámetros climáticos promedio de Quetzaltenango (Tª 1991-2010, Prec. 1980-2010) | Parámetros climáticos promedio de Quetzaltenango (Tª 1991-2010, Prec. 1980-2010) | Parámetros climáticos promedio de Quetzaltenango (Tª 1991-2010, Prec. 1980-2010) | Parámetros climáticos promedio de Quetzaltenango (Tª 1991-2010, Prec. 1980-2010) | Parámetros climáticos promedio de Quetzaltenango (Tª 1991-2010, Prec. 1980-2010) | Parámetros climáticos promedio de Quetzaltenango (Tª 1991-2010, Prec. 1980-2010) | Parámetros climáticos promedio de Quetzaltenango (Tª 1991-2010, Prec. 1980-2010) |
| Mes                                                                                           | Ene.                                                                             | Feb.                                                                             | Mar.                                                                             | Abr.                                                                             | May.                                                                             | Jun.                                                                             | Jul.                                                                             | Ago.                                                                             | Sep.                                                                             | Oct.                                                                             | Nov.                                                                             | Dic.                                                                             | Anual                                                                            |
| --------------------------------------------------------------------------------------------- | -------------------------------------------------------------------------------- | -------------------------------------------------------------------------------- | -------------------------------------------------------------------------------- | -------------------------------------------------------------------------------- | -------------------------------------------------------------------------------- | -------------------------------------------------------------------------------- | -------------------------------------------------------------------------------- | -------------------------------------------------------------------------------- | -------------------------------------------------------------------------------- | -------------------------------------------------------------------------------- | -------------------------------------------------------------------------------- | -------------------------------------------------------------------------------- | -------------------------------------------------------------------------------- |
| Temp. máx. abs. (°C)                                                                          | 28.4                                                                             | 29.8                                                                             | 29.8                                                                             | 28.2                                                                             | 29.4                                                                             | 26.5                                                                             | 25.2                                                                             | 25.0                                                                             | 26.0                                                                             | 25.2                                                                             | 25.6                                                                             | 26.2                                                                             | 29.8                                                                             |
| Temp. máx. media (°C)                                                                         | 22.0                                                                             | 23.5                                                                             | 25.5                                                                             | 23.8                                                                             | 23.1                                                                             | 21.9                                                                             | 21.9                                                                             | 22.1                                                                             | 20.9                                                                             | 21.7                                                                             | 21.3                                                                             | 22.1                                                                             | 22.5                                                                             |
| Temp. media (°C)                                                                              | 12.9                                                                             | 13.7                                                                             | 14.8                                                                             | 15.8                                                                             | 15.8                                                                             | 15.6                                                                             | 15.8                                                                             | 15.8                                                                             | 15.2                                                                             | 15.0                                                                             | 14.0                                                                             | 13.2                                                                             | 14.7                                                                             |
| Temp. mín. media (°C)                                                                         | 2.3                                                                              | 2.9                                                                              | 3.9                                                                              | 6.3                                                                              | 8.8                                                                              | 9.3                                                                              | 8.2                                                                              | 8.5                                                                              | 9.0                                                                              | 8.4                                                                              | 6.0                                                                              | 2.8                                                                              | 6.4                                                                              |
| Temp. mín. abs. (°C)                                                                          | -11.5                                                                            | -5.4                                                                             | -5.2                                                                             | -3.6                                                                             | 0.6                                                                              | 1.0                                                                              | 2.5                                                                              | 0.5                                                                              | 1.0                                                                              | 0.0                                                                              | -5.5                                                                             | -5.4                                                                             | -11.5                                                                            |
| Precipitación total (mm)                                                                      | 1.80                                                                             | 5.50                                                                             | 14.44                                                                            | 41.16                                                                            | 131.55                                                                           | 147.77                                                                           | 98.65                                                                            | 106.95                                                                           | 134.67                                                                           | 93.55                                                                            | 18.68                                                                            | 7.08                                                                             | 801.8                                                                            |
| Días de precipitaciones (≥ )                                                                  | 0.80                                                                             | 0.93                                                                             | 2.33                                                                             | 5.87                                                                             | 16.80                                                                            | 21.93                                                                            | 18.00                                                                            | 17.53                                                                            | 22.80                                                                            | 14.47                                                                            | 5.67                                                                             | 2.13                                                                             | 129.3                                                                            |
| Horas de sol                                                                                  | 249.57                                                                           | 240.27                                                                           | 249.33                                                                           | 212.77                                                                           | 167.14                                                                           | 142.32                                                                           | 185.27                                                                           | 187.51                                                                           | 135.61                                                                           | 156.94                                                                           | 199.15                                                                           | 228.69                                                                           | 2354.6                                                                           |
| Humedad relativa (%)                                                                          | 65.68                                                                            | 63.05                                                                            | 64.50                                                                            | 68.40                                                                            | 74.50                                                                            | 79.37                                                                            | 74.47                                                                            | 76.05                                                                            | 81.16                                                                            | 79.32                                                                            | 72.65                                                                            | 68.63                                                                            | 72.3                                                                             |
| Fuente: Instituto Nacional de Sismología, Vulcanología, Meteorología e Hidrología (INSIVUMEH) |                                                                                  |                                                                                  |                                                                                  |                                                                                  |                                                                                  |                                                                                  |                                                                                  |                                                                                  |                                                                                  |                                                                                  |                                                                                  |                                                                                  |                                                                                  |

### Ubicación geográfica
Quetzaltenango está rodeado de municipios del departamento de Quetzaltenango, excepto al norte en que colinda con San Andrés Xecul, del departamento de Totonicapán.
|                                 | Norte: San Mateo, La Esperanza y Olintepeque San Andrés Xecul, municipio del departamento de Totonicapán |                                          |
| Oeste: Concepción Chiquirichapa | | Este: Zunil, Almolonga, Cantel y Salcajá |
|                                 | Sur: El Palmar y Zunil                                                                                   | Sureste: Zunil                           |

## Gobierno municipal
Los municipios se encuentran regulados en diversas leyes de la República, que establecen su forma de organización, lo relativo a la conformación de sus órganos administrativos, tributos destinados para los mismos; esta legislación se encuentra dispersa en diversos niveles.  Ahora bien, que exista legislación específica para los municipios no significa que a estos no les sean aplicables las normas contenidas en otros cuerpos normativos, pues aunque se trata de entidades autónomas, las mismas se encuentran sujetas, al igual que todas las entidades de tal naturaleza, a la legislación nacional.
Específicamente, las principales leyes que rigen a los municipios en Guatemala desde 1985 son:
| N.º | Ley                                                | Descripción |
| --- | -------------------------------------------------- | --- |
| 1   | Constitución Política de la República de Guatemala | Le son aplicables diversos artículos generales de la misma, y además tiene una regulación legal específica en los artículos 253 al 262, que constituyen su base constitucional.                                                                                            |
| 2   | Ley Electoral y de Partidos Políticos              | Ley de carácter constitucional creada por la Asamblea Nacional Constituyente que aplicable a los municipios en diversos aspectos pero fundamentalmente en el tema de la conformación de sus autoridades electas, puesto que regula la manera en que se eligen y conforman. |
| 3   | Código Municipal                                   | Decreto 12-2002 del Congreso de la República de Guatemala. Tiene la categoría de ley ordinaria y contiene preceptos generales aplicables a todos los municipios, e inclusive contiene legislación referente a la creación de los municipios.                               |
| 4   | Ley de Servicio Municipal                          | Decreto 1-87 del Congreso de la República de Guatemala. Regula las relaciones entra la municipalidad y los servidores públicos en materia laboral. Tiene su base constitucional en el artículo 262 de la constitución que ordena la emisión de la misma.                   |
| 5   | Ley General de Descentralización                   | Decreto 14-2002 del Congreso de la República de Guatemala. Regula el deber constitucional del Estado, y por ende del municipio, de promover y aplicar la descentralización y desconcentración económica y administrativa.                                                  |

El gobierno de los municipios de Guatemala está a cargo de un Concejo Municipal, de conformidad con el artículo 254 de la Constitución Política de la República de Guatemala, que establece que «el gobierno municipal será ejercido por un concejo municipal». A su vez, el código municipal —que tiene carácter de ley ordinaria y contiene disposiciones que se aplican a todos los municipios de Guatemala— establece en su artículo 9 que «el concejo municipal es el órgano colegiado superior de deliberación y de decisión de los asuntos municipales […] y tiene su sede en la circunscripción de la cabecera municipal». Por último, el artículo 33 del mencionado código establece que «[le] corresponde con exclusividad al concejo municipal el ejercicio del gobierno del municipio».
El concejo municipal se integra de conformidad con lo que establece la Constitución en su artículo 254, es decir «se integra con el alcalde, los síndicos y concejales, electos directamente por sufragio universal y secreto para un período de cuatro años, pudiendo ser reelectos». Al respecto, el código municipal en el artículo 9 establece «que se integra por el alcalde, los síndicos y los concejales, todos electos directa y popularmente en cada municipio de conformidad con la ley de la materia».
Existen también las Alcaldías Auxiliares, los Comités Comunitarios de Desarrollo (COCODE), el Comité Municipal del Desarrollo (COMUDE), las asociaciones culturales y las comisiones de trabajo. Los alcaldes auxiliares son elegidos por las comunidades de acuerdo a sus principios, valores, procedimientos y tradiciones, estos se reúnen con el alcalde municipal el primer domingo de cada mes. Los Comités Comunitarios de Desarrollo y el Consejo Municipal de Desarrollo tiene como función organizar y facilitar la participación de las comunidades priorizando necesidades y problemas así como buscar la solución de los mismos.

## Economía

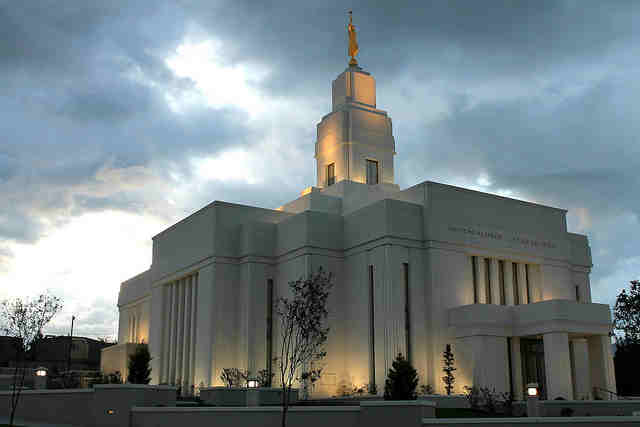
Templo de la Iglesia de Jesucristo de los Santos de los Últimos Días.

Los aspectos comerciales, de servicios, educativos (a nivel primario, secundario y universitario), sociales, de instancias políticas, gubernativas y culturales, entre otras, atraen a muchas personas de lugares cercanos y otros departamentos, por lo que Quetzaltenango se convierte en una ciudad que concentra el comercio y los servicios en el occidente del país.
La ciudad tiene además una gran variedad de restaurantes, centros comerciales, plazas, avenidas, hoteles y tiendas que se centran principalmente en las zonas 1, 3 y 9. Cuenta con una población económicamente activa según datos del censo realizado por el INE (2,002), proyectado para el año 2009 asciende a un total de 54,512 personas (que representa al 37.43% del total de la población), de las cuales 35,367 son hombres y 19,145 son mujeres.
Dentro de sus cultivos destacan: café, maíz, manzana, brócoli, lechuga, palma africana, ajonjolí, arroz y hule. Es una zona ganadera, industrial, de gran actividad comercial y de servicios.
El departamento se caracteriza por tener atractivos turísticos como: el cerro del Baúl (reserva natural), el cerro Siete Orejas, Cerro Quemado, los baños de Almolonga Cirilo Flores, las Delicias, las Fuentes Georginas (aguas termales), la Laguna de Chicabal y otras, que ofrecen turismo ecológico y de aventura, lo que ha determinado que el número de turistas haya aumentado en los últimos años.

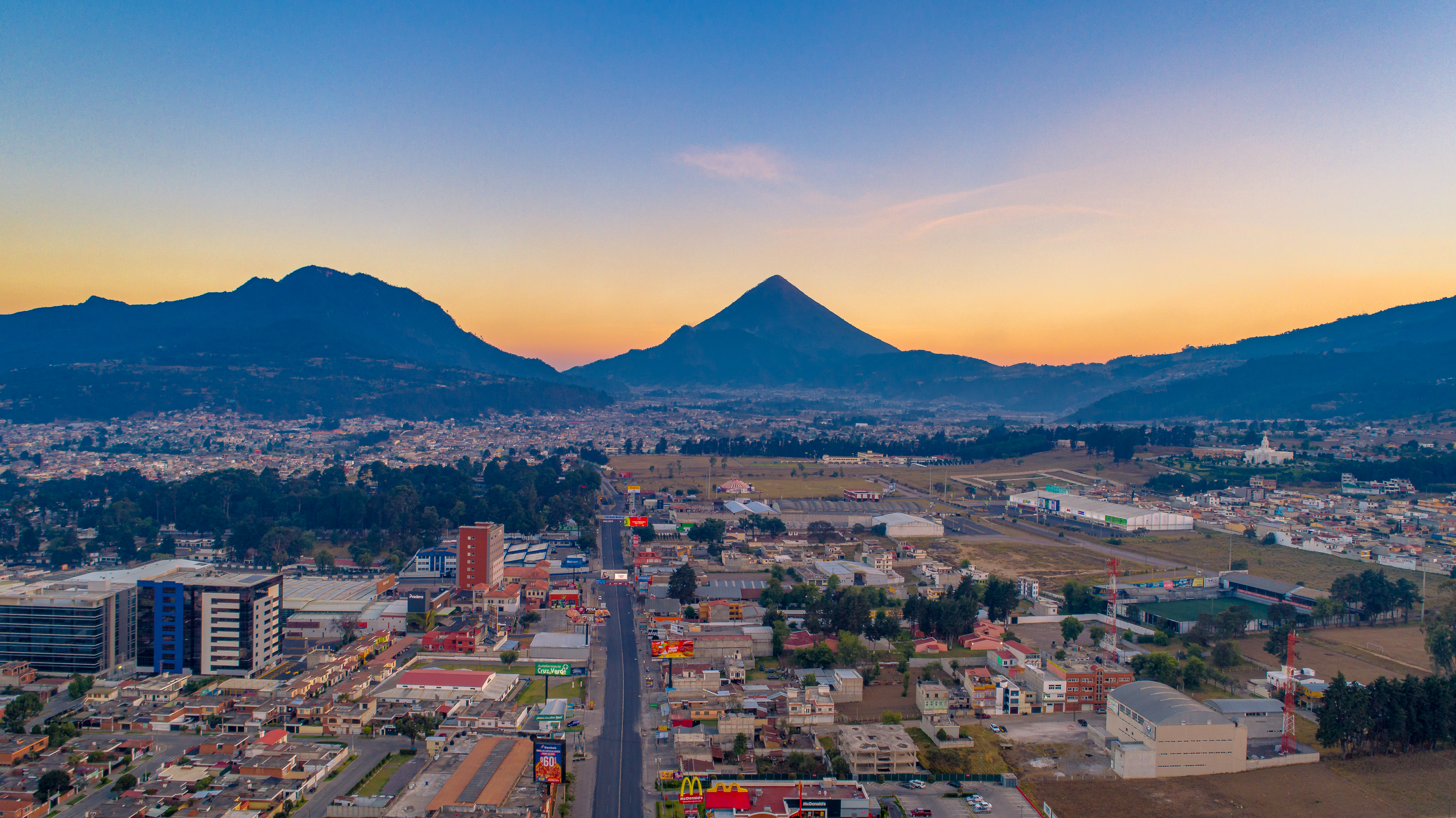
Xela es el principal centro económico del Departamento de Quetzaltenango.

El turismo es importante para Quetzaltenango ya que es en la ciudad desde donde salen las excursiones a los diferentes destinos que ofrece el departamento, existen empresas que se dedican a ofrecer paquetes de viaje y guías turísticos, convirtiendo a la ciudad en un importante punto de visita para los turistas.
Quetzaltenango organiza una feria anual esta lleva el nombre de Feria Centroamericana de Independencia, se realiza del 12 al 18 de septiembre en honor a la independencia nacional. En dicha feria se pueden encontrar juegos mecánicos, venta de comida tradicional guatemalteca e internacional y comercios de diferente categoría, se llevan a cabo, certámenes de belleza, conciertos en diferentes lugares de la ciudad, fiestas sociales y desfiles que resaltan la importancia del evento, siendo el día más importante el 15 de septiembre, en el que se conmemora la independencia de Guatemala, además de una serie de diferentes actividades cívicas a lo largo del mes.
En tales fechas se celebra un certamen artístico donde se premian a literatos a nivel nacional.
El 7 de octubre de cada año, se celebra con gran fervor religioso, el día de la Virgen del Rosario, Patrona del Municipio, que incluye celebraciones a lo largo de todo el mes, siendo una fecha muy especial para los habitantes que profesan la fe católica del municipio.
Quetzaltenango es catalogada como la cuna de la cultura en el occidente de Guatemala, en la ciudad han nacido importantes artistas, músicos, pintores y deportistas destacados nacional e internacionalmente.

## Turismo
La ciudad de Quetzaltenango es actualmente uno de los destinos turísticos más importantes de Guatemala, esto debido a su cultura, gastronomía, clima y sus obras de arquitectura neoclásica en su centro histórico. Xela al igual que la ciudad colonial de Antigua Guatemala son núcleos de turismo doméstico e internacional. El 77 % de turistas extranjeros que ingresan a la ciudad altense lo hacen vía terrestre por la autopista Interamericana y el 33% vía aérea utilizando el Aeropuerto Internacional de Occidente. El 58% de turistas en la ciudad son hombres y el 42% mujeres mayoritariamente entre los 26 a 35 años de edad. Según el Instituto Guatemalteco de Turismo, los meses del año en los que la ciudad recibe más turistas son enero, junio, julio, agosto y septiembre y la estadía promedio del turista es de 5.49 días dentro de la ciudad. El 59% de turistas se hospeda en los hoteles de la ciudad mientras que el resto se hospeda en la casa de un familiar o utilizan la aplicación Airbnb.

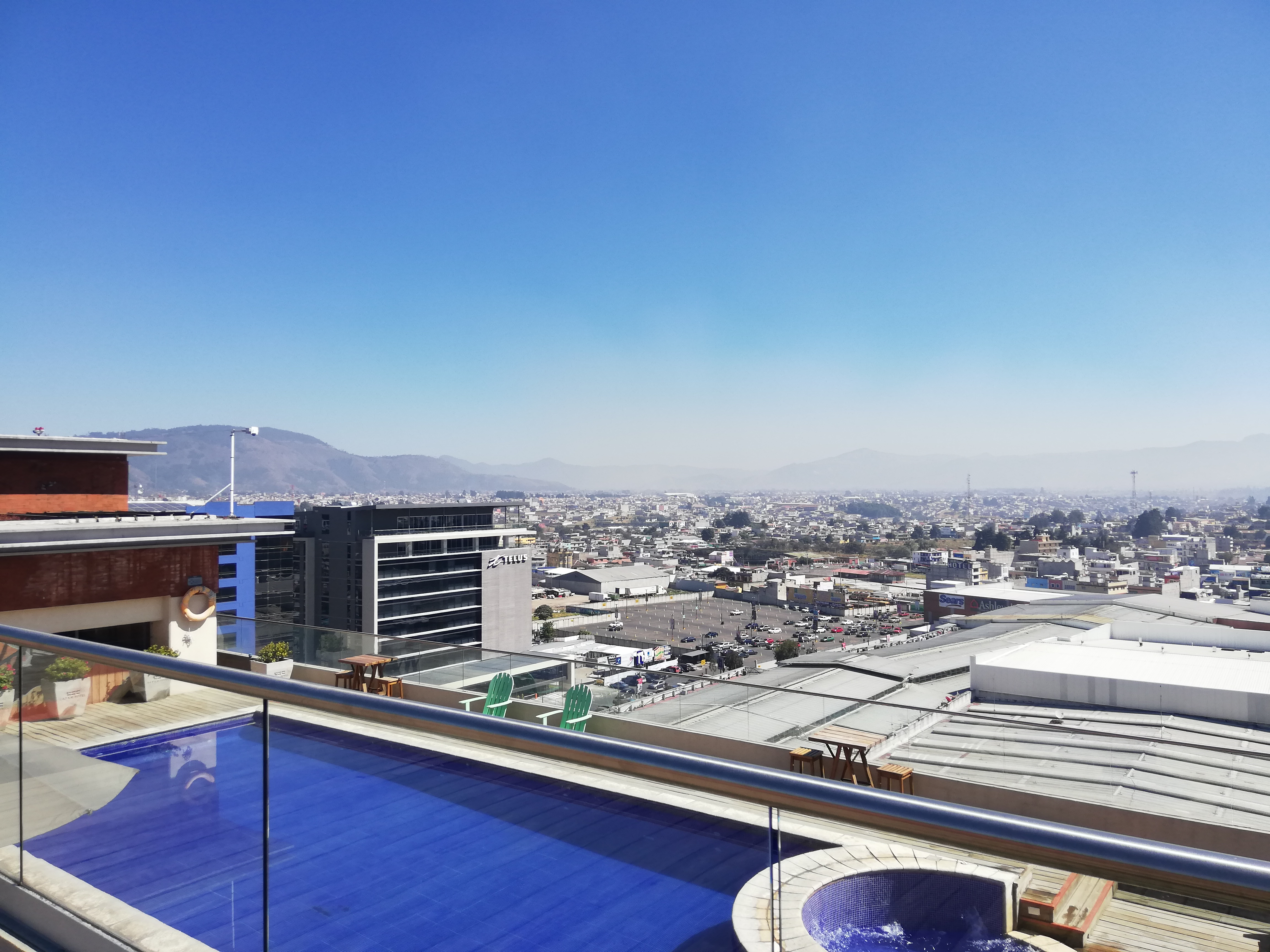
El 59% de turistas se hospeda en los hoteles de la ciudad.

La actividad turística en la ciudad se ha desarrollado desde el año 1892 cuando abrió las puertas el primer hotel en Quetzaltenango para hospedar a los visitantes de esta ciudad, quienes por motivos culturales y negocios empezaron a llegar. En 1935 se apertura el segundo hotel que actualmente siguen activos, además desde los años ochenta empezó a cobrar fuerza otro tipo de turismo con el principal objetivo de aprender español como lengua extranjera, con esto se abren las oportunidades para la apertura de otros negocios turísticos que completan la oferta y demanda existente. La ciudad actualmente ofrece múltiples atractivos y servicios que satisfacen las diferentes motivaciones de viaje, entre cultura, ecoturismo, aventura, salud, convenciones, entre otros. A partir del año 2013 el Instituto Guatemalteco de Turismo llevó a cabo el lanzamiento de la marca turística "Vive Xela" la cual ha elevado el turismo doméstico e internacional en la ciudad y sus alrededores. La historia, cultura maya viva, costumbres ancestrales, gastronomía, neutralidad en el acento para el aprendizaje del idioma español, así como los volcanes y cerros motivan a los visitantes nacionales y extranjeros a visitarla, por todos estos aspectos que caracterizan a la ciudad fue proclamada en 2008 como Capital de Centroamérica por el Parlamento Centroamericano. Quetzaltenango forma parte de la región turística del altiplano de Guatemala, dicha región está integrada por los departamentos de Quetzaltenango, Totonicapán, Sololá, la parte norte de San Marcos, Huehuetenango, Quiché y Chimaltenango. Esta región es notable por su rica historia prehispánica y colonial, los visitantes tienen la oportunidad de apreciar la cultura maya más arraigada del país, además de disfrutar de la naturaleza, paisajes, cultivos, bosques, aguas termales y volcanes. En esta área de Guatemala también se observa una alta demanda en el comercio de artesanías, la práctica de senderismo, canopy, entre otros.

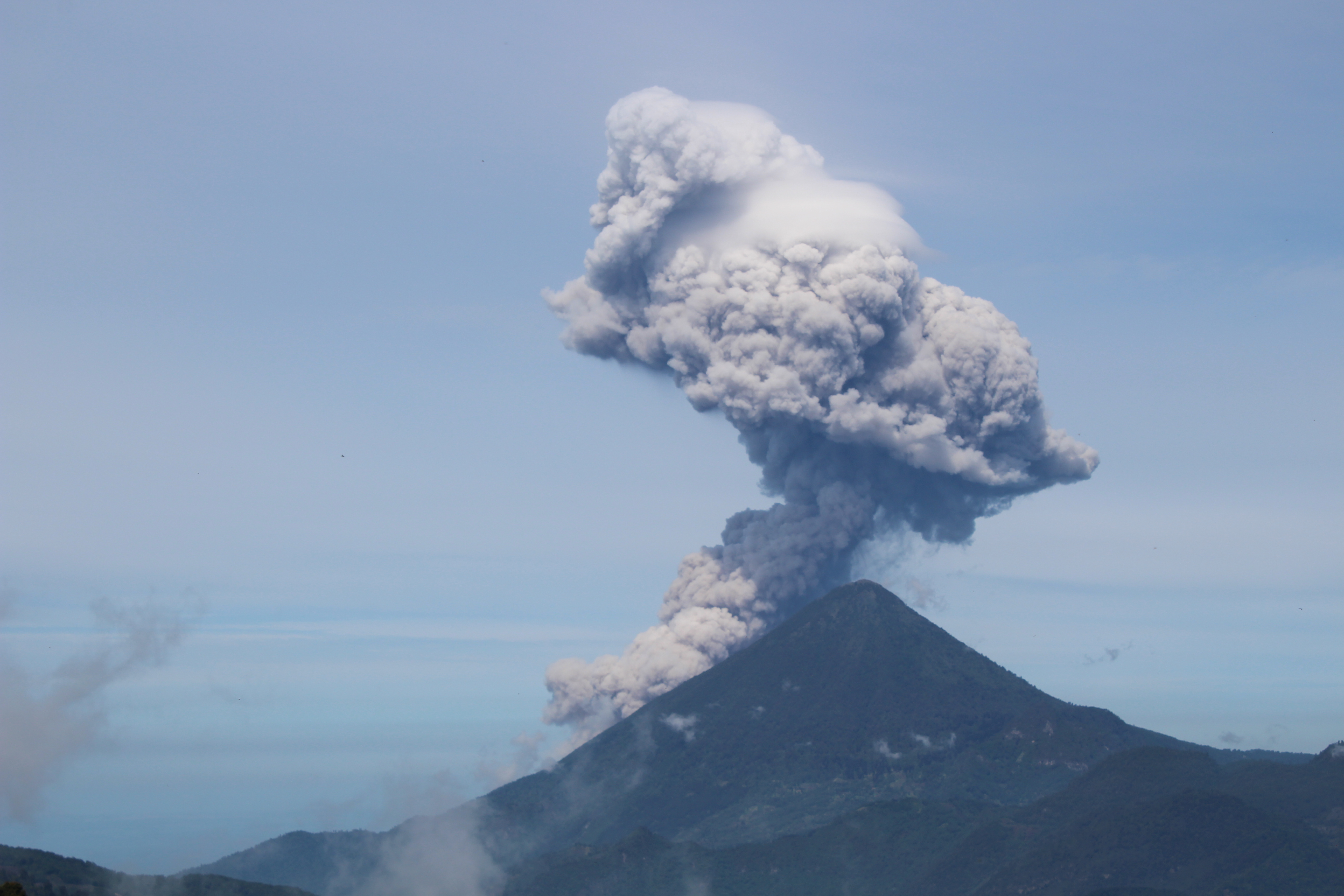
Los volcanes Santa María y Santiaguito son los principales atractivos turísticos naturales.

Dentro de las principales atracciones turísticas de Quetzaltenango destacan el centro histórico de la ciudad, el volcán Santiaguito, el volcán Santa María, volcán Cerro Quemado y el volcán Siete Orejas. La ciudad es el punto de partida para visitar los atractivos turísticos de la región, esto debido a su variada oferta de servicios principales y complementarios que se encuentran en la ciudad, tales como el centro histórico, museos, centros de convenciones, entre otros.

### Atractivos turísticos de la ciudad
| Atractivos turísticos culturales         |                                                                               |
| No.                                      | Descripción                                                                   |
| 1                                        | Centro histórico de la ciudad                                                 |
| 2                                        | Historia de Quetzaltenango y el Sexto Estado de los Altos                     |
| 3                                        | Museo de historia natural                                                     |
| 4                                        | Museo del ferrocarril de los Altos                                            |
| 5                                        | Museo del traje indígena Ixquic                                               |
| 6                                        | Gastronomía tradicional                                                       |
| 7                                        | Cofradía del Niño del Santísimo / Patrimonio Cultural Intangible de la Nación |
| 8                                        | Capitanas de la Virgen del Rosario                                            |
| 9                                        | Fiestas en barrios en honor al patrono                                        |
| 10                                       | Sitios sagrados mayas                                                         |
| 11                                       | Talleres artesanales de tejidos y elaboración de chocolate                    |
| 12                                       | Cultura e idioma maya K’iche’                                                 |
| 13                                       | Grupos de danza tradicional y convites                                        |
| 14                                       | Escuelas de arte                                                              |
| 15                                       | Estatuas y monumentos                                                         |
| Atractivos turísticos naturales          |                                                                               |
| No.                                      | Descripción                                                                   |
| 1                                        | Ecoturismo en el Volcán Santa María                                           |
| 2                                        | Ecoturismo en el Volcán Santiaguito                                           |
| 3                                        | Ecoturismo en el Cerro El Baúl con vistas a la ciudad                         |
| 4                                        | Ecoturismo en el Volcán de Cerro Quemado                                      |
| 5                                        | Ecoturismo en el volcán Siete Orejas                                          |
| Atractivos turísticos de sitio y eventos |                                                                               |
| No.                                      | Descripción                                                                   |
| 1                                        | Tradiciones de Semana Santa                                                   |
| 2                                        | Fiestas de independencia                                                      |
| 3                                        | Fiesta patronal en honor a la virgen del Rosario                              |
| 4                                        | Celebración del día de los Santos                                             |
| 5                                        | Festival de poesía                                                            |
| 6                                        | Festival de Jazz                                                              |
| 7                                        | Juegos florales Centroamericanos                                              |
| 8                                        | Festival del cine                                                             |
| 9                                        | Festival del chocolate                                                        |
| 10                                       | Club Xelajú Mario Camposeco                                                   |

### Origen de los visitantes extranjeros
| País de Origen | % de turistas que visitan la ciudad | % de turistas que visitan la ciudad |
| -------------- | ----------------------------------- | ----------------------------------- |
| Estados Unidos | 27                                  | 27                                  |
| Europa         | 20                                  | 20                                  |
| El Salvador    | 11                                  | 11                                  |
| México         | 10                                  | 10                                  |
| Alemania       | 7                                   | 7                                   |
| Francia        | 6                                   | 6                                   |
| España         | 4                                   | 4                                   |
| Australia      | 4                                   | 4                                   |
| Reino Unido    | 4                                   | 4                                   |
| Canadá         | 3                                   | 3                                   |
| Italia         | 3                                   | 3                                   |

## Deportes
El Club Social y Deportivo «Xelajú Mario Camposeco» es el club de fútbol más importante de Guatemala a nivel departamental.  El equipo, que fue nombrado en honor al extinto futbolista Mario Camposeco, quien falleciera trágicamente en un accidente en avión en la década de 1960, es el tercer equipo grande de Guatemala, únicamente detrás de los equipos de la Ciudad de Guatemala Municipal y Comunicaciones. Con Coatepeque son los únicos equipos de Liga Mayor de Fútbol 
Su afición resalta como una de las más importantes tanto a nivel guatemalteco como centroamericano. En su devenir histórico han existido varias agrupaciones las cuales se han denominado: La Barra del Tigre, La Ultra Chivos, La Barra Extranjera, La Curva del Diablo y La Bulla. Esta última fue formada en el año 2000, la cual revolucionó el apoyo al Equipo e introdujo muchos cambios radicales para alentar al Club, la cual aún existe pero muchos de sus miembros salieron de la misma y ahora su número es reducido. Otra de las barras más icónicas que apoyan a los Superchivos es La Curva, su nombre es porque está ubicada en la curva de la general Norte, tuvo su mayor auge durante el campeonato obtenido en la temporada 1997-1998. En la actualidad la barra más grande es La Barra del Sexto Estado o La Gloriosa 63, la cual se ubica en la general sur, a la cual se le atribuye haber hecho el primer Tifo en Centroamérica cuando se celebraron los 75 años del Club en el año 2017.

## Actualidad
Actualmente la ciudad de Quetzaltenango ocupa el segundo lugar dentro de las Conurbaciones urbanas más importantes de Guatemala y se ubica en el puesto 17 según el ICL de FUNDESA con un resultado de 61.32 puntos,  destacada por la gran cantidad de escuelas, colegios, centros hospitalarios y universidades, siendo hoy día centro cultural del occidente del país.
Así mismo, en la ciudad hay gran cantidad de escuelas de español, a las que asisten personas de muchos países del mundo, principalmente de México y E.U.A. La educación del español como segundo idioma se imparte con excursiones ecológicas y turismo de aventura.
La ciudad también tiene hoy día vida nocturna, concentrada en parte de su centro histórico, en donde se puede degustar de comida y bebida nacional e internacional, en sus diversos restaurantes, bares y centros nocturnos, y en muchos municipios de este departamento se encuentran tiendas artesanales con una gran diversidad de artículos artesanales.
La ciudad sigue siendo un polo de atracción de inmigrantes de las zonas rurales del país, así como los inmigrantes extranjeros, mayormente del sur de México y de Centroamérica.
La ciudad fue declarada en julio de 2013 ciudad emergente y sostenible por el Banco Interamericano de Desarrollo.

### Sectores con mayor presencia en la actualidad

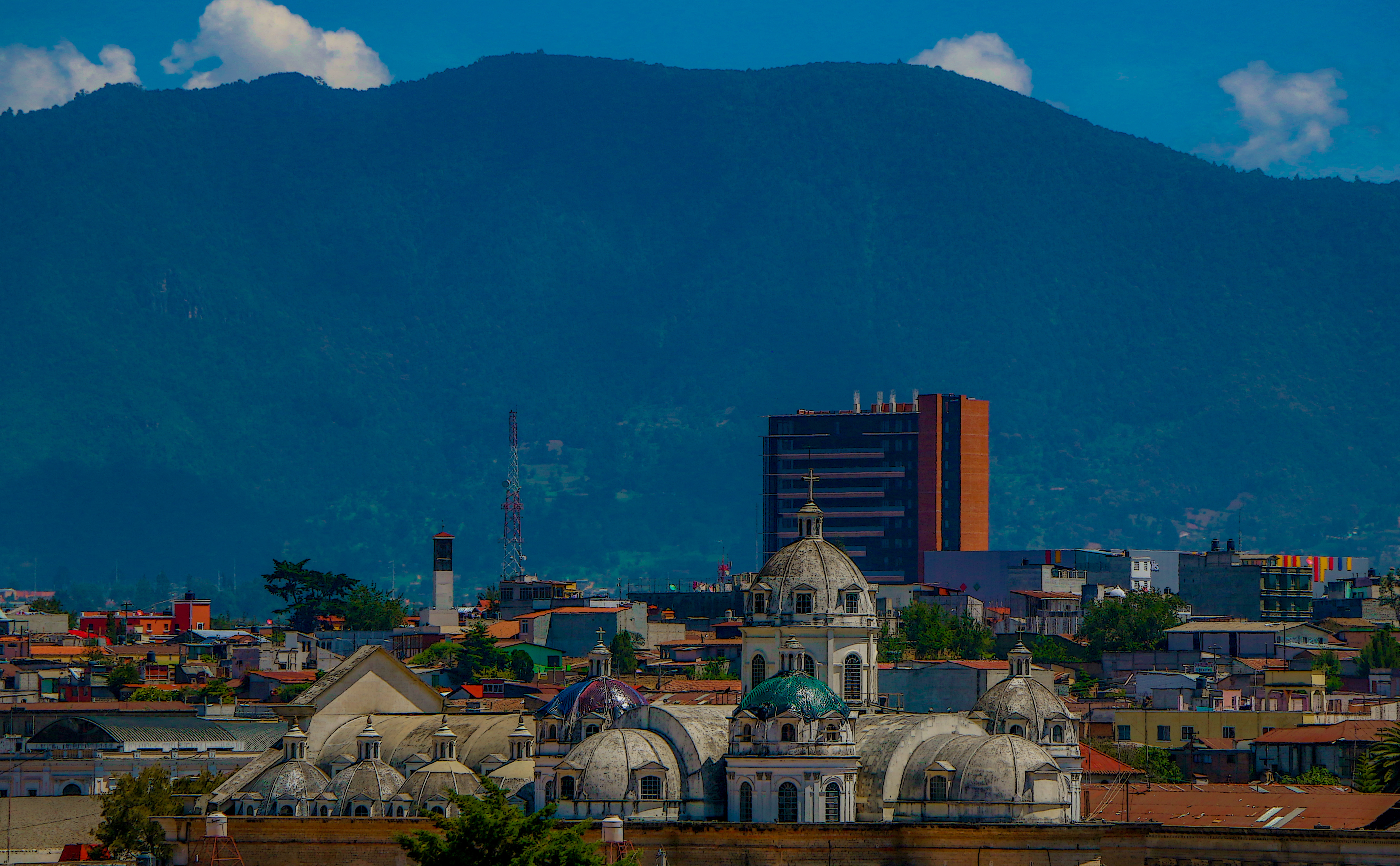
Quetzaltenango y su arquitectura antigua y moderna, rodeada de volcanes y montañas.

La ciudad de Quetzaltenango actualmente es una de las ciudades más sobresalientes del país por sus amplios niveles de comercio, educación, turismo y cultura. En lo que se refiere al sector comercial e industrial esta ciudad se destaca por el alto desempeño por su actividad económica y altos niveles de producción y comercialización en cuanto a la industria textíl y la industria licorera. El sector educación y turismo ha tenido un incremento en sus niveles de desarrollo en los últimos años.
El territorio quetzalteco además cuenta con una gran cantidad de recursos que convertidos en capitales hacen de dicha ciudad una zona con una alta calidad de vida:
1. Capital Humano: Mayoritariamente ciudadanos jóvenes y emprendedores con una amplia exportación de talentos.
2. Capital Financiero: Cabecera del segundo departamento con la más amplia movilidad financiera del país
3. Capital Institucional: 36 instituciones de ámbito público, 4 cuerpos consulares, 28 ONG´s reconocidas en la ciudad e instituciones de incidencia departamental.
4. Capital Infraestructura: Quetzaltenango cuenta con el tercer mejor índice de infraestructura del país solamente superado por Guatemala y Sacatepéquez.
5. Capital Cultural: Ciudad nombrada como la Capital Centroamericana de la Cultura por el Parlamento Centroamericano, es una sede cultural donde múltiples colectivos potencializan la cultura local.
6. Capital Deportivo: Múltiples disciplinas entre ellas el ciclismo, atletismo y su máxima manifestación el Club Deportivo de fútbol han destacado a los deportistas y ciudadanos a nivel nacional e internacional.
7. Capital Educativo: Uno de los principales motores de la ciudad, la alta tasa de cobertura de la educación, la amplia presencia de establecimientos públicos/privados y universidades posicionan a la ciudad como un centro educativo.

Edificios y estructuras neoclásicas y modernas de Quetzaltenango
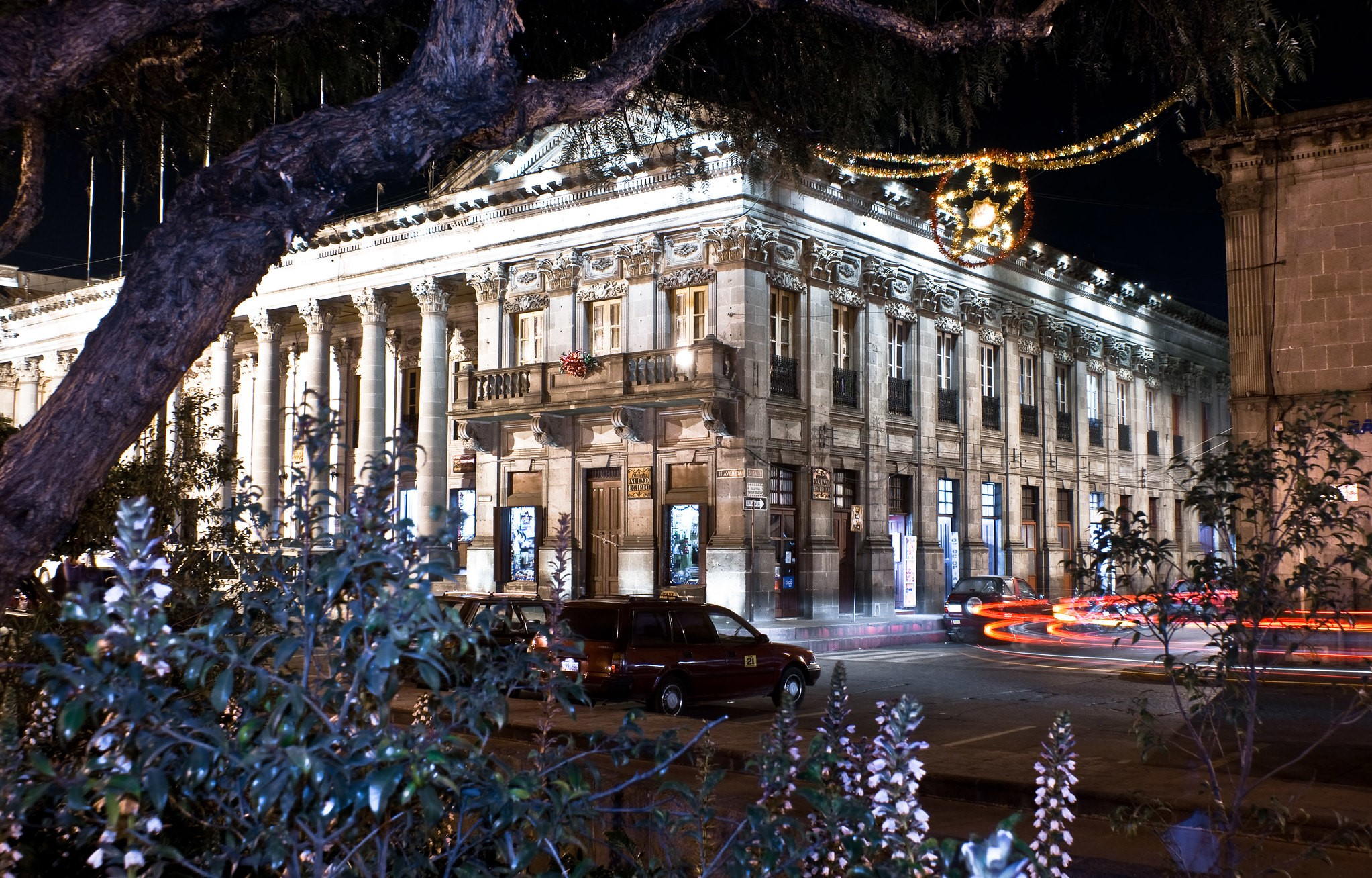
Palacio Municipal.
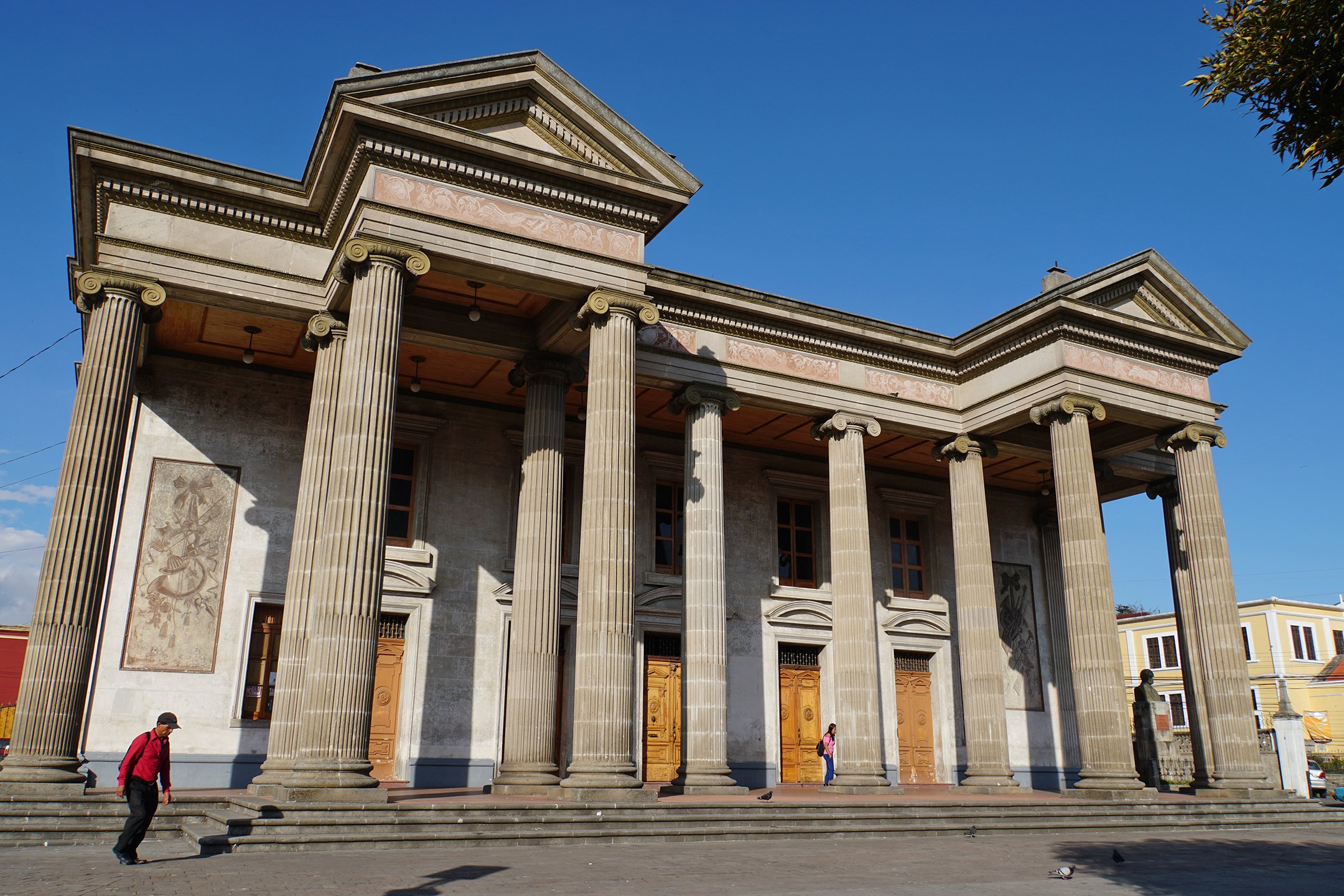
Teatro Municipal.
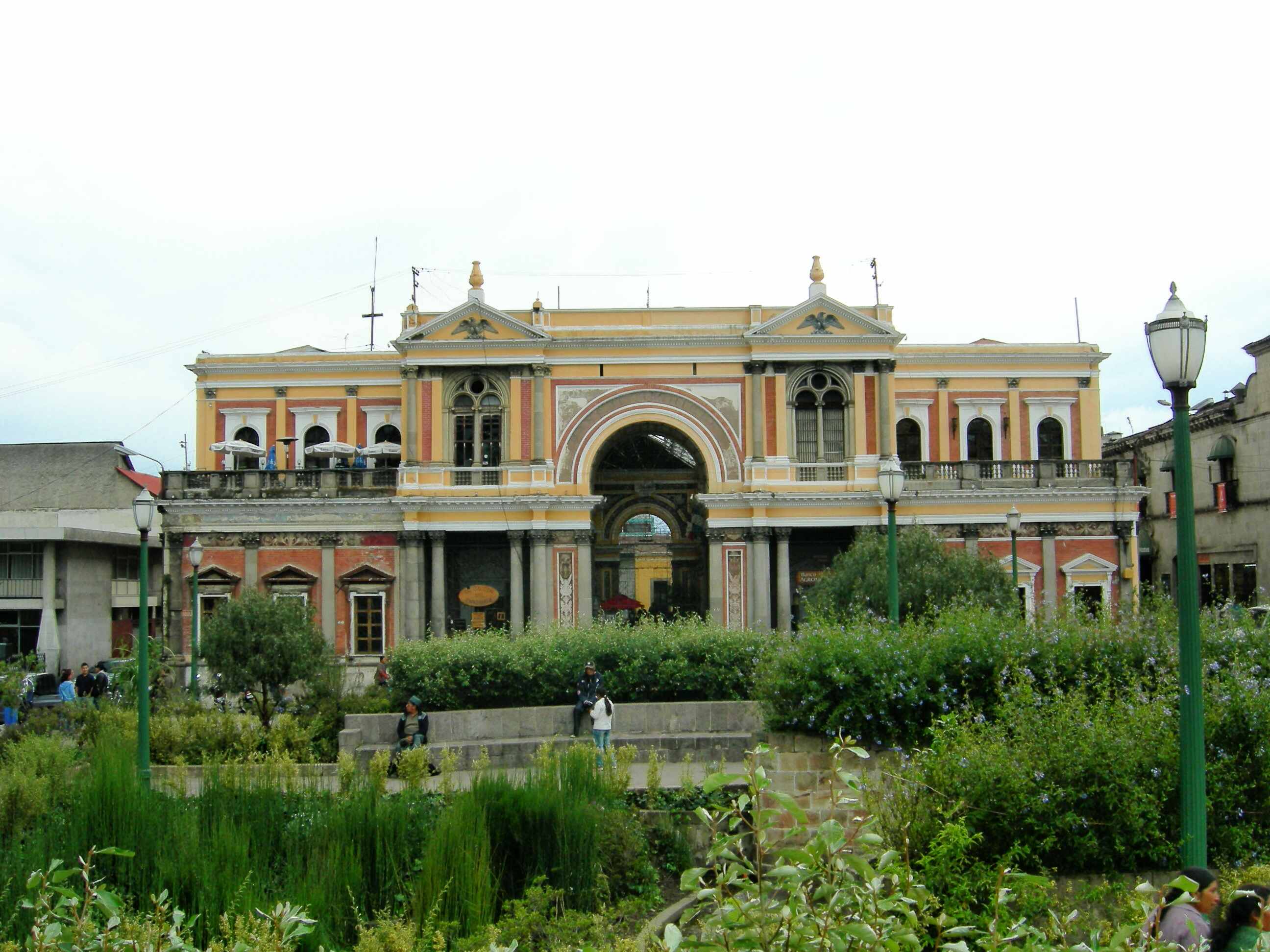
Pasaje Enríquez.
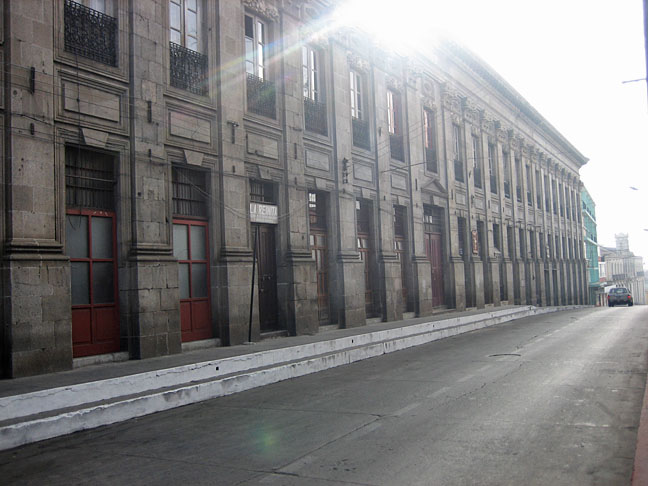
Edificio en Centro Histórico.
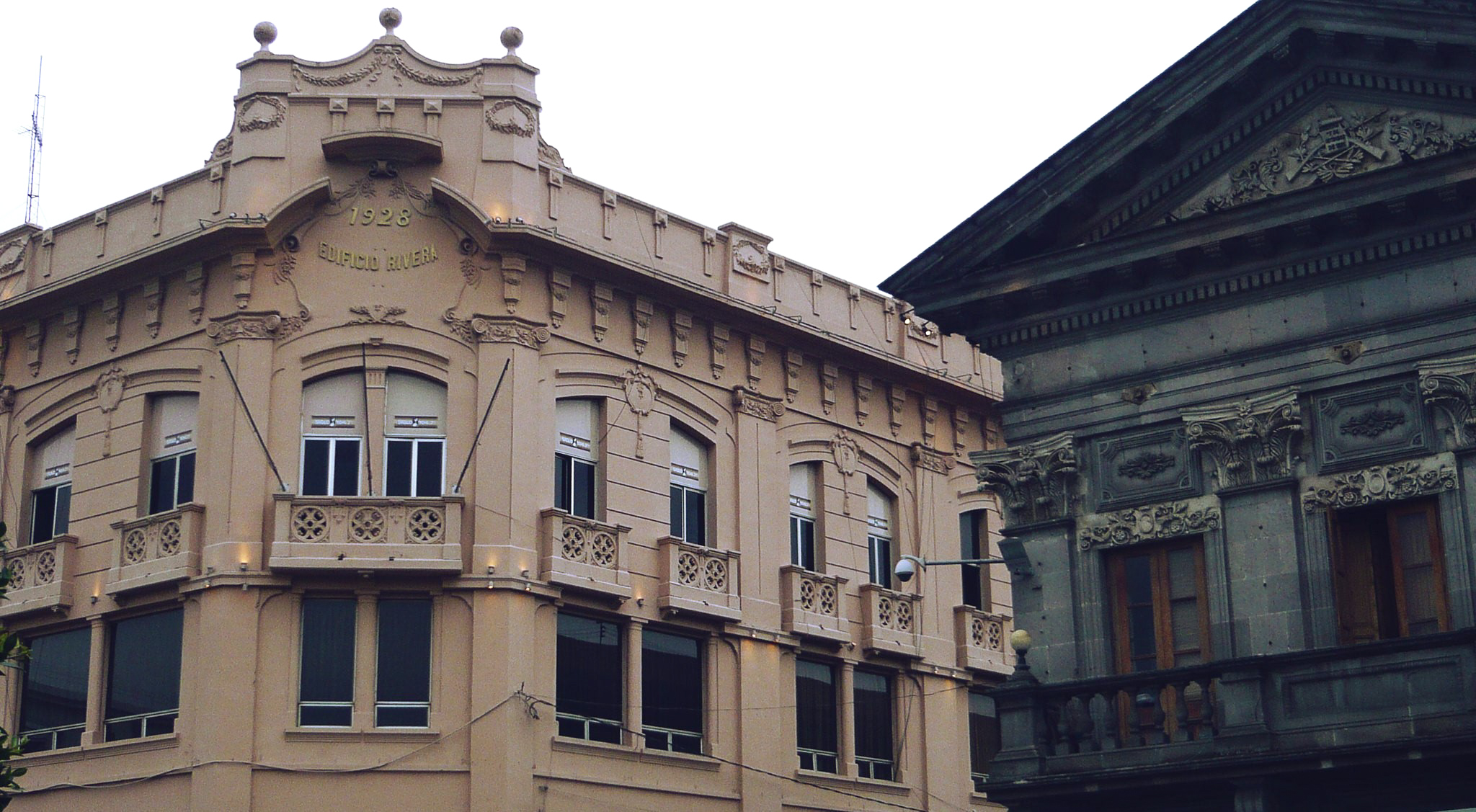
Edificio Rivera.
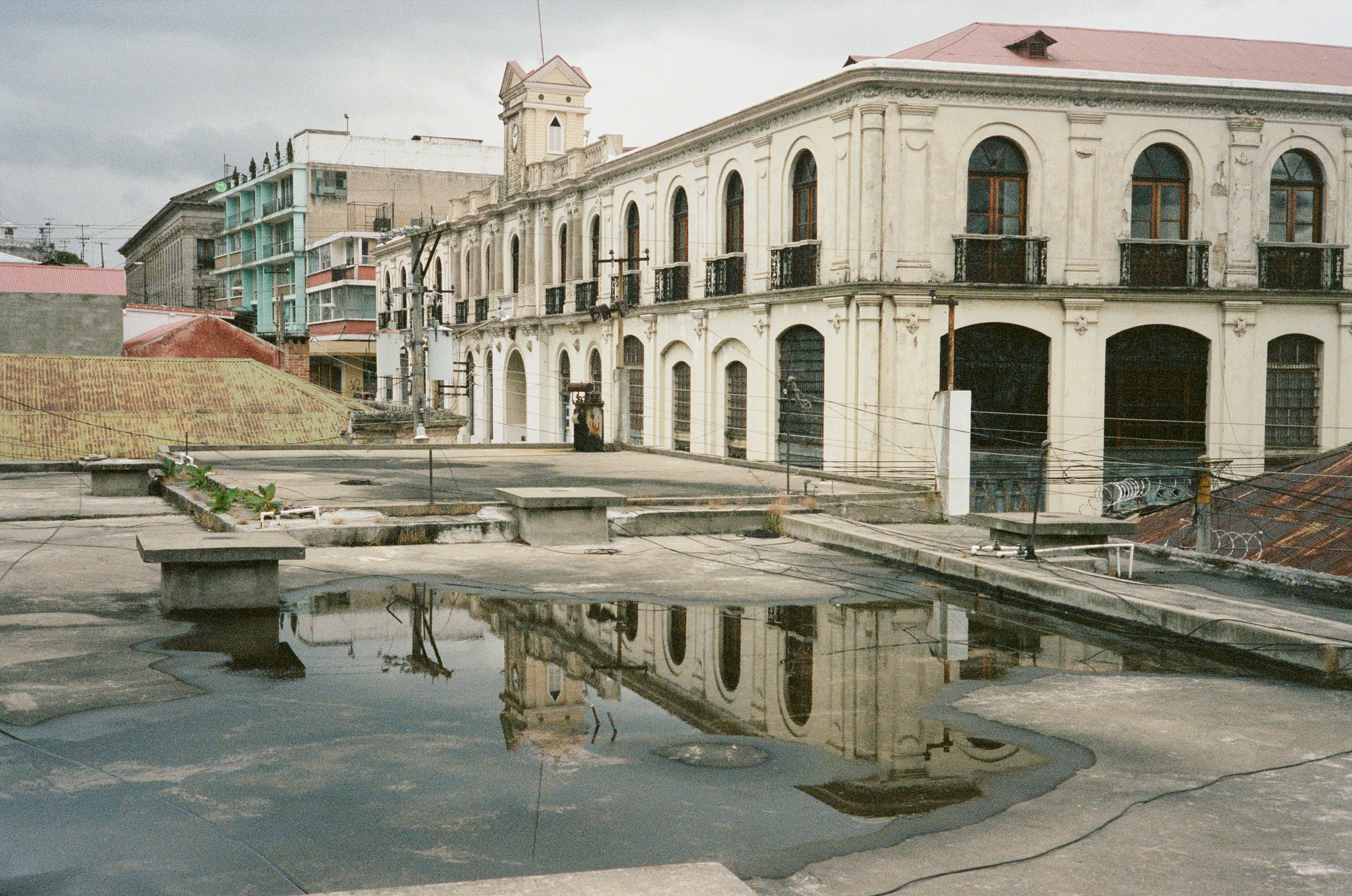
Edificio antiguo en el Centro Histórico.
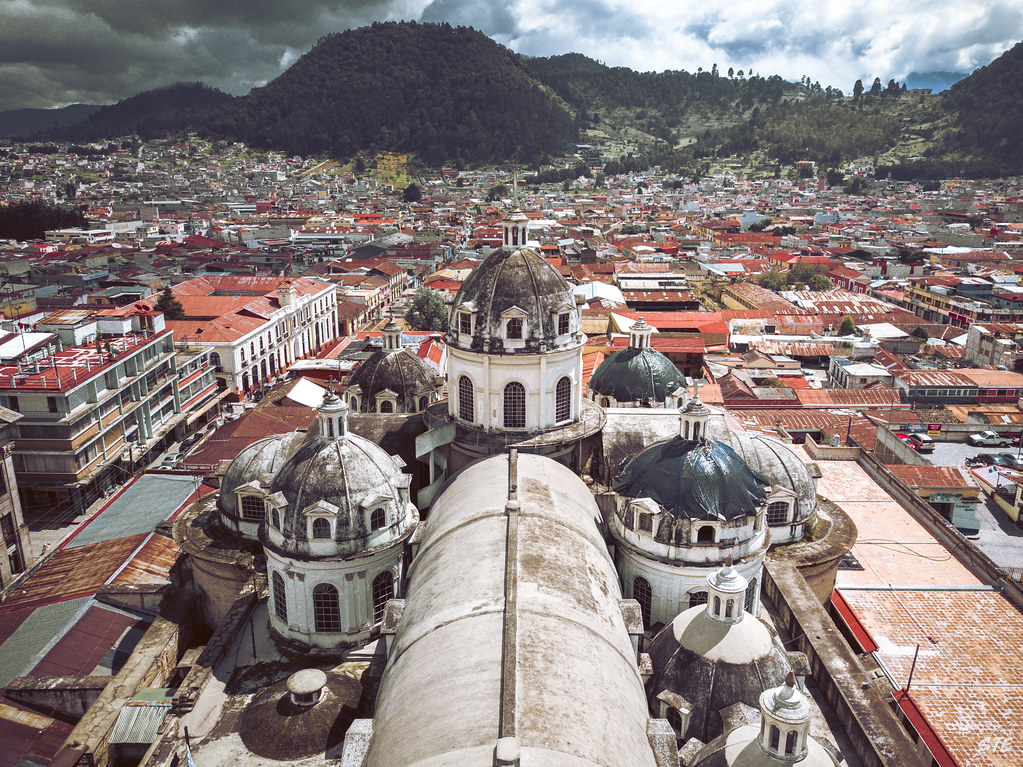
Catedral de Quetzaltenango.
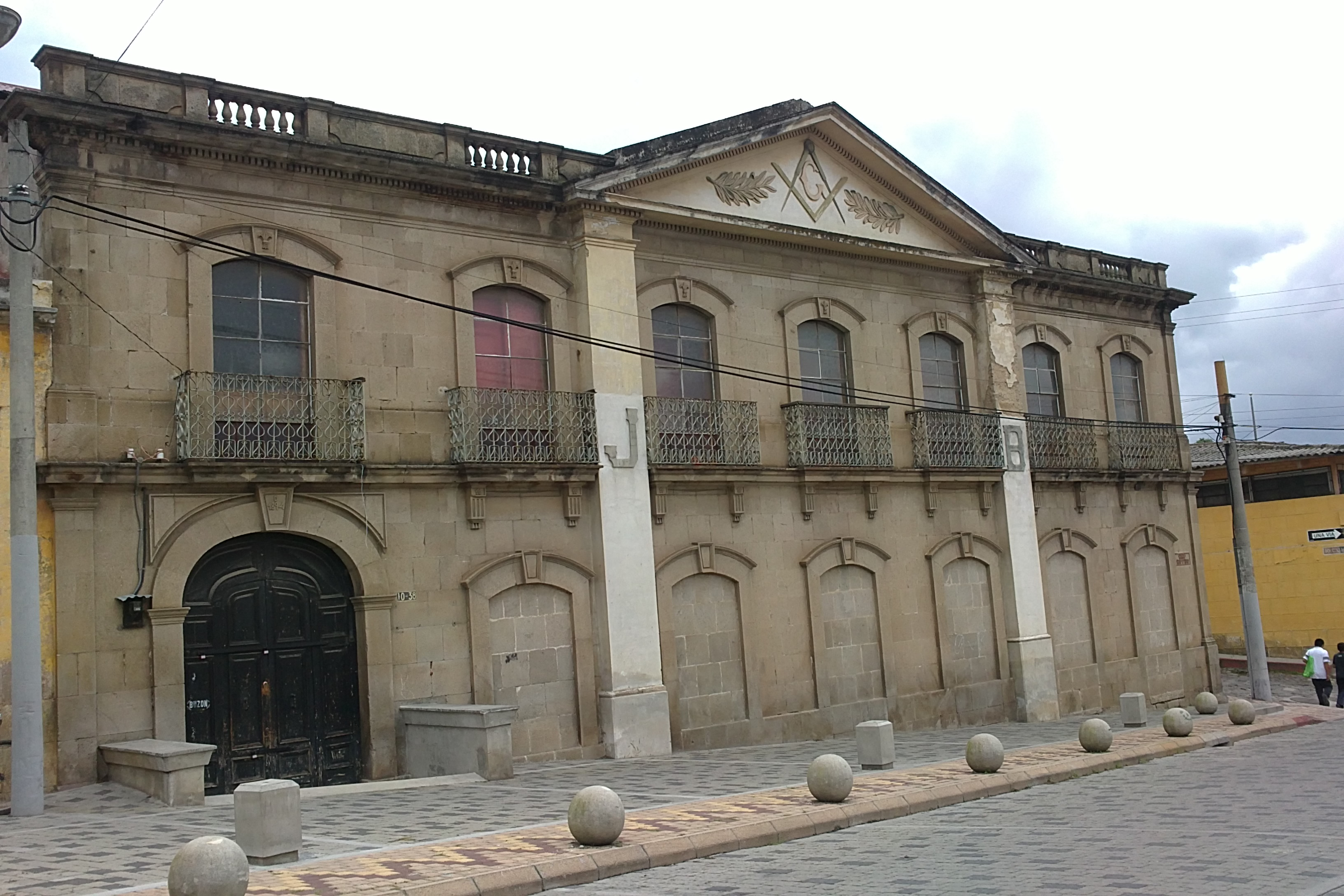
Edifico de Masones en Quetzaltenango.
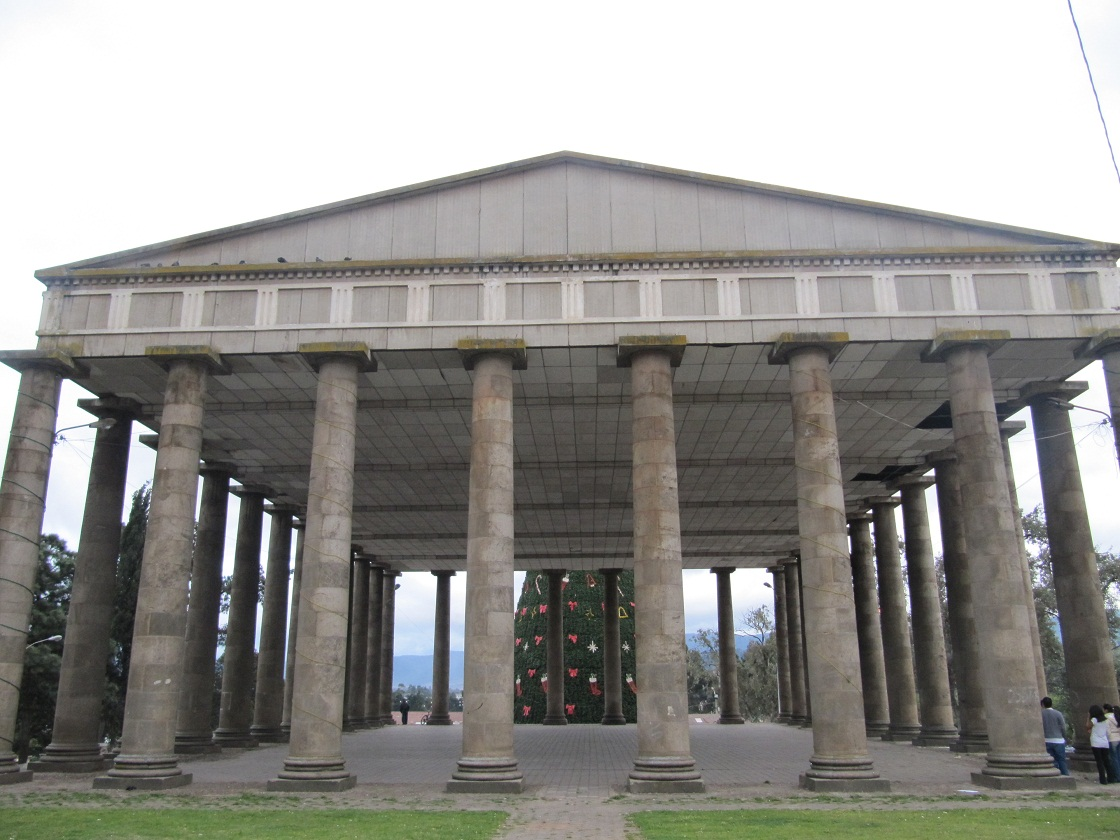
Templo de Minerva.
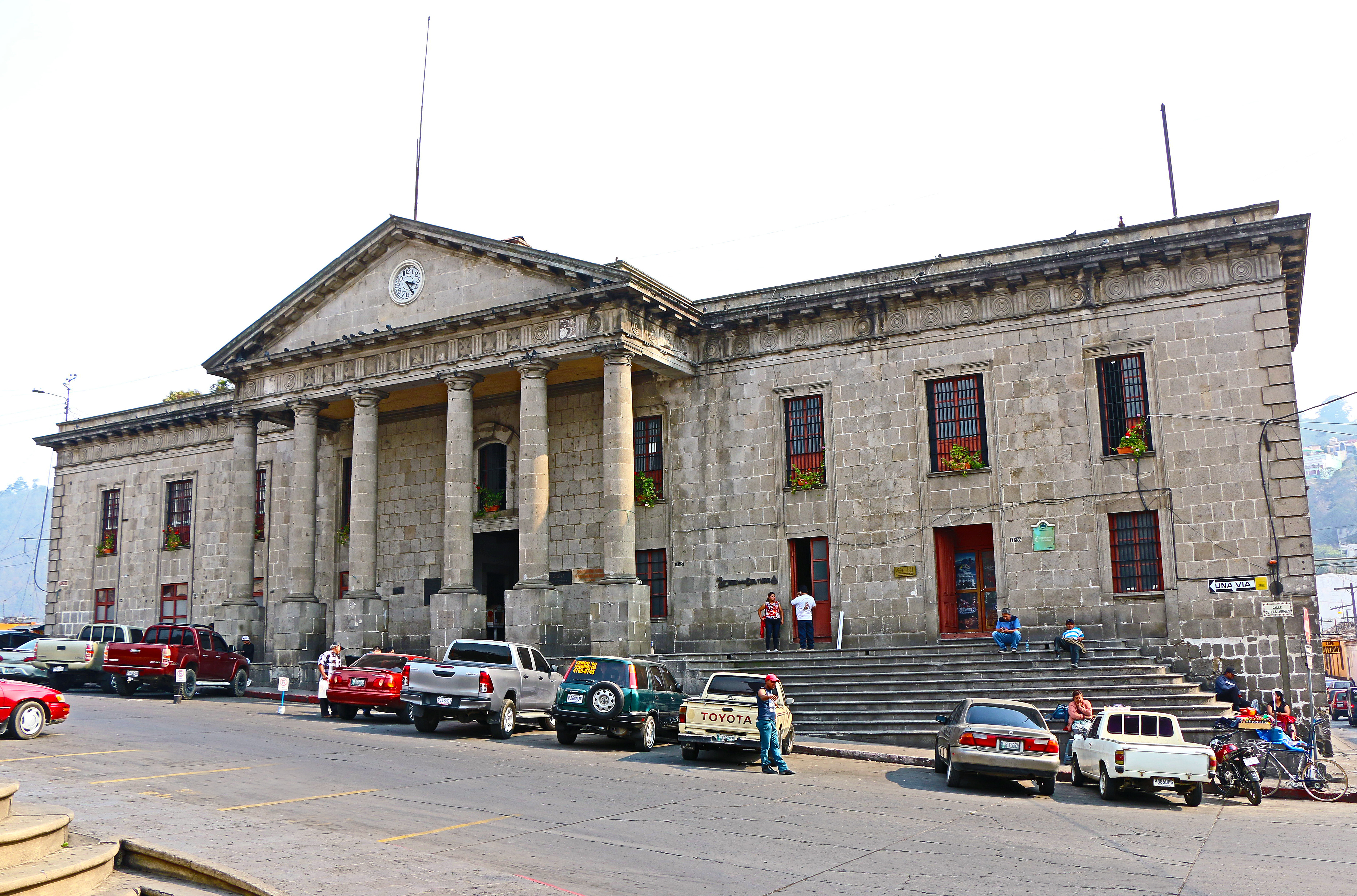
Edificio de la Cultura.
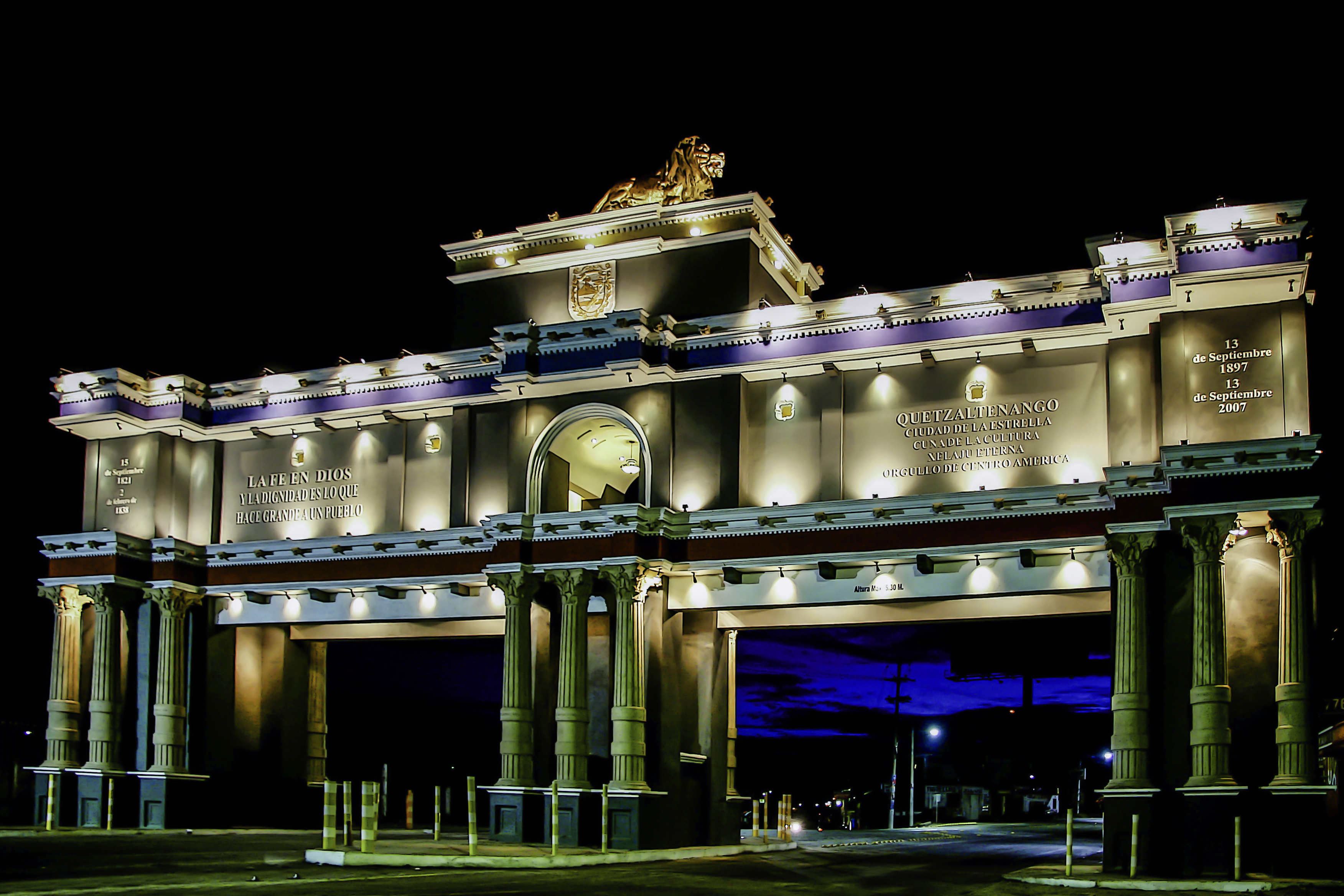
Arco del Sexto Estado de Los Altos.
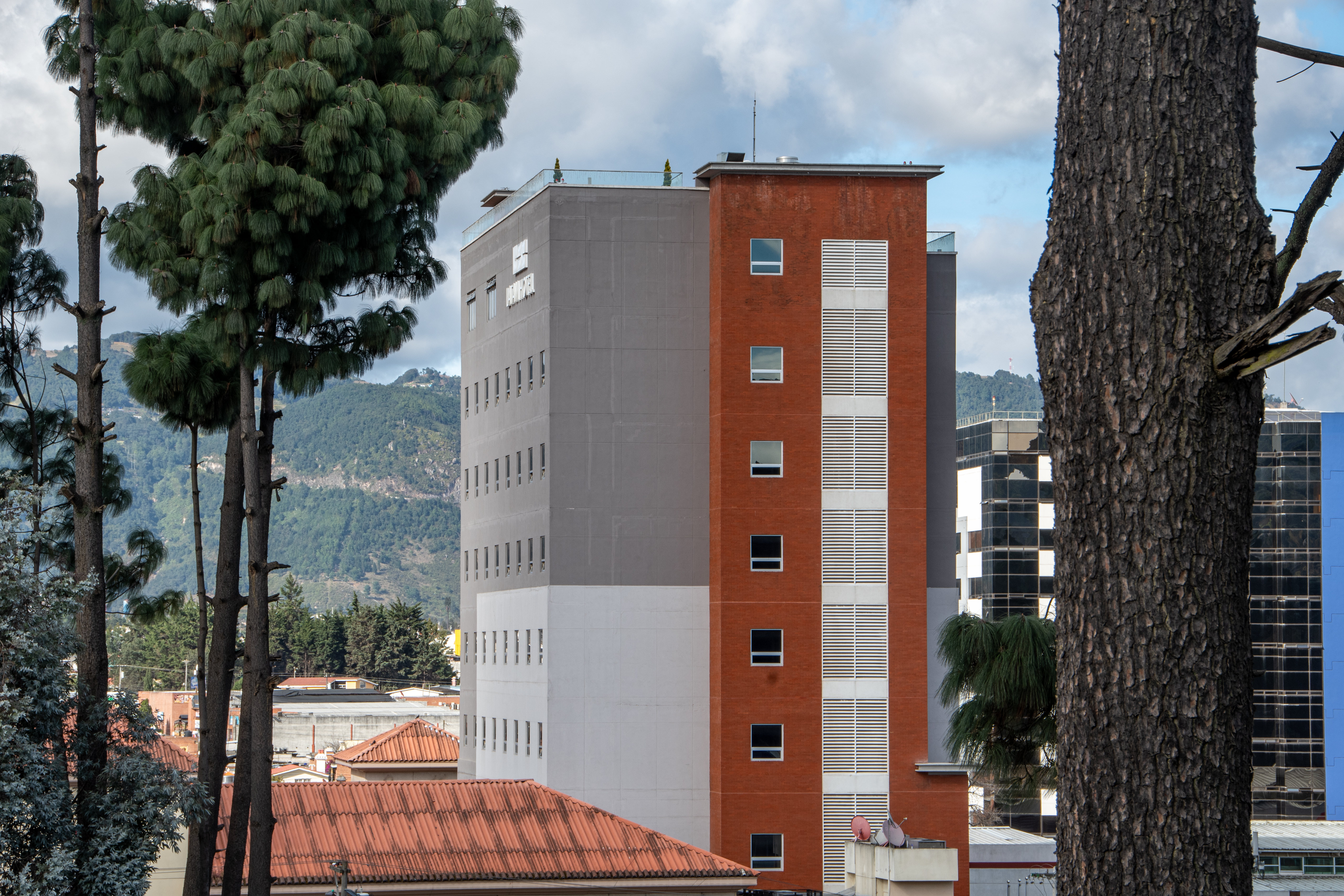
Latam y Pradera Xela.
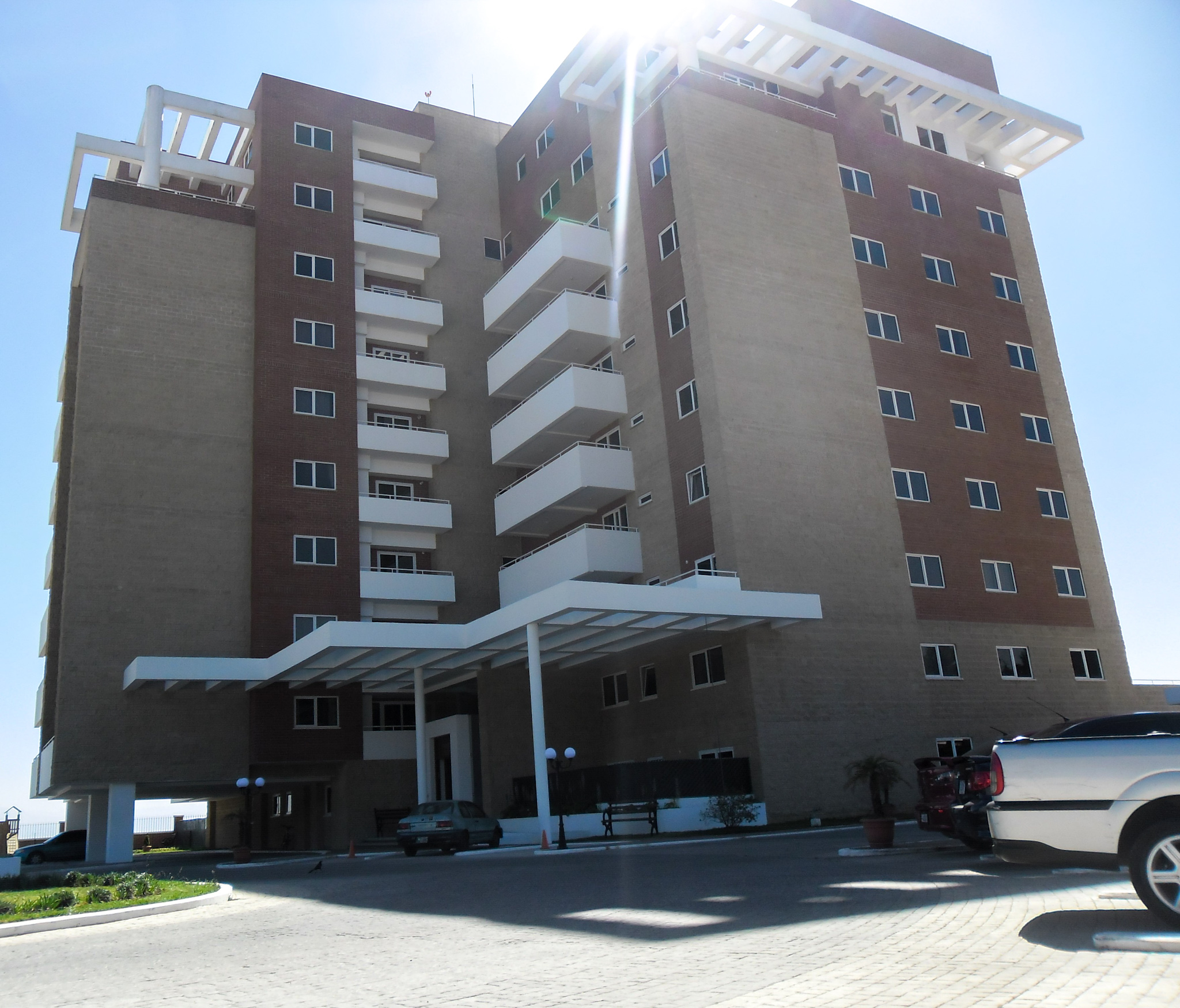
Real Paseo Xela.
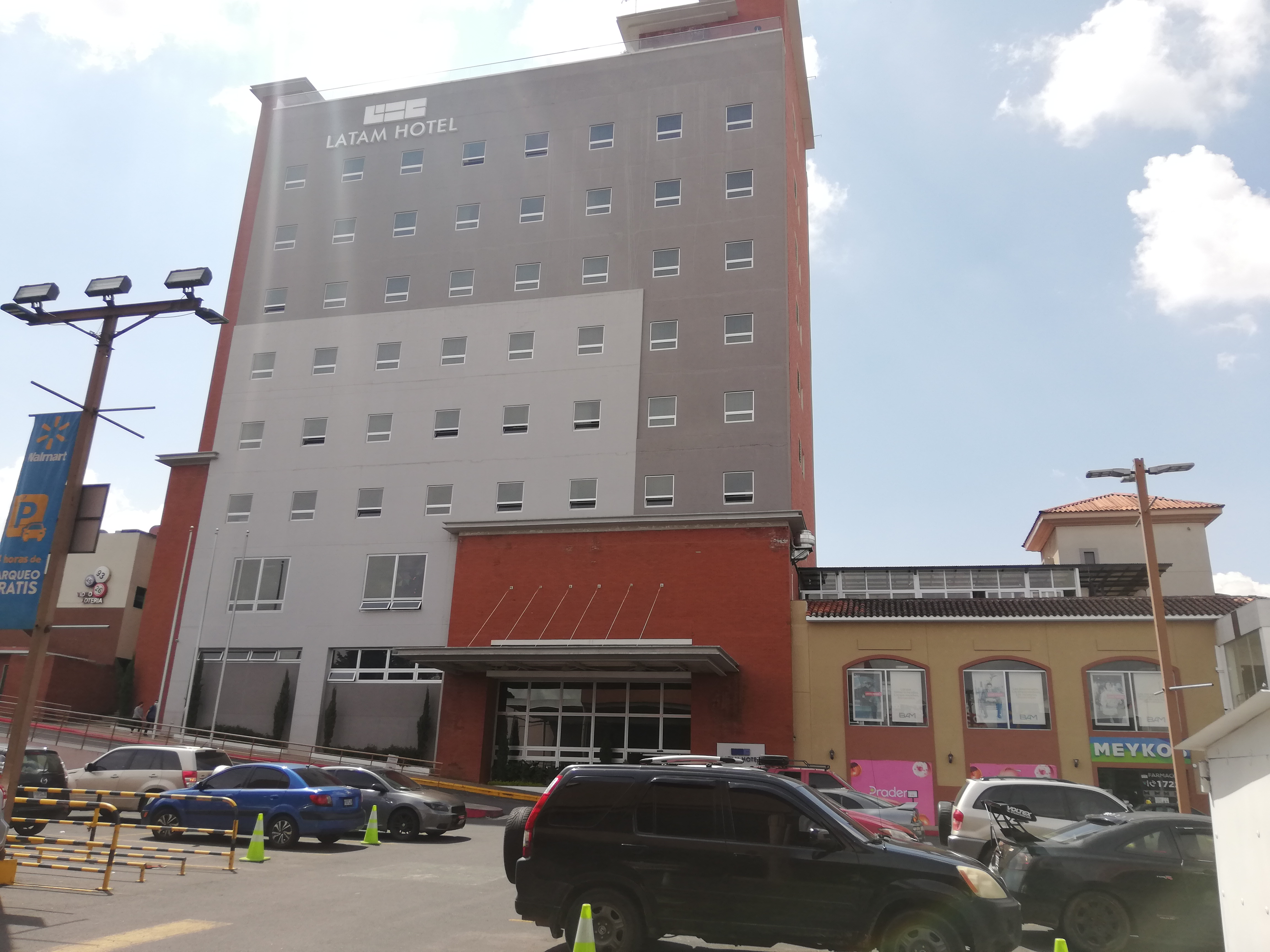
Latam Hotel.
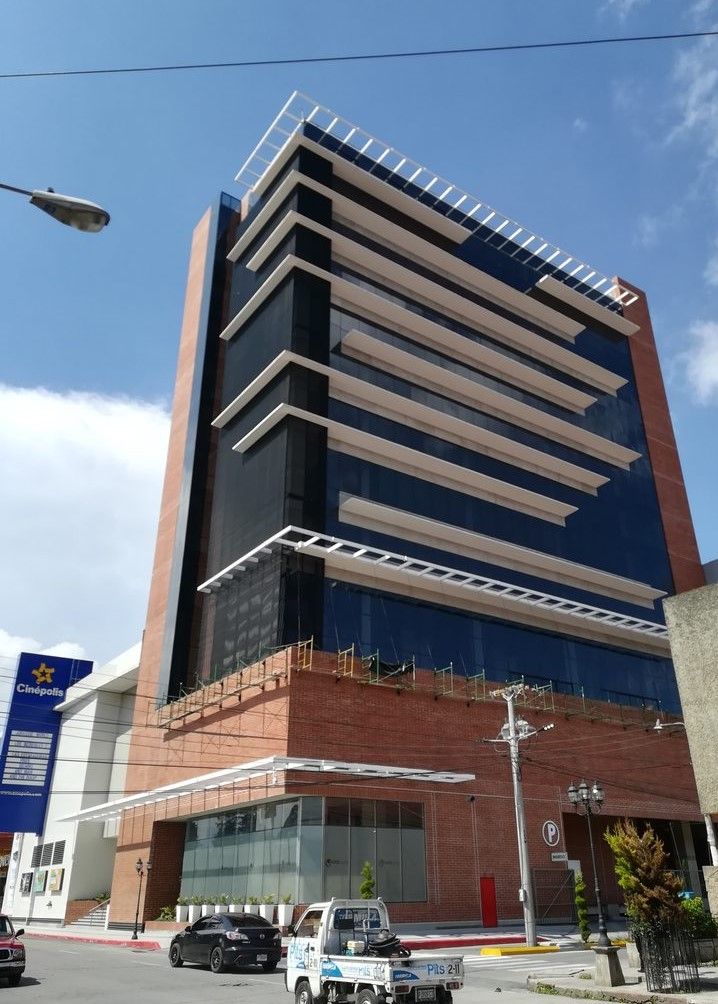
Utz Ulew Mall.
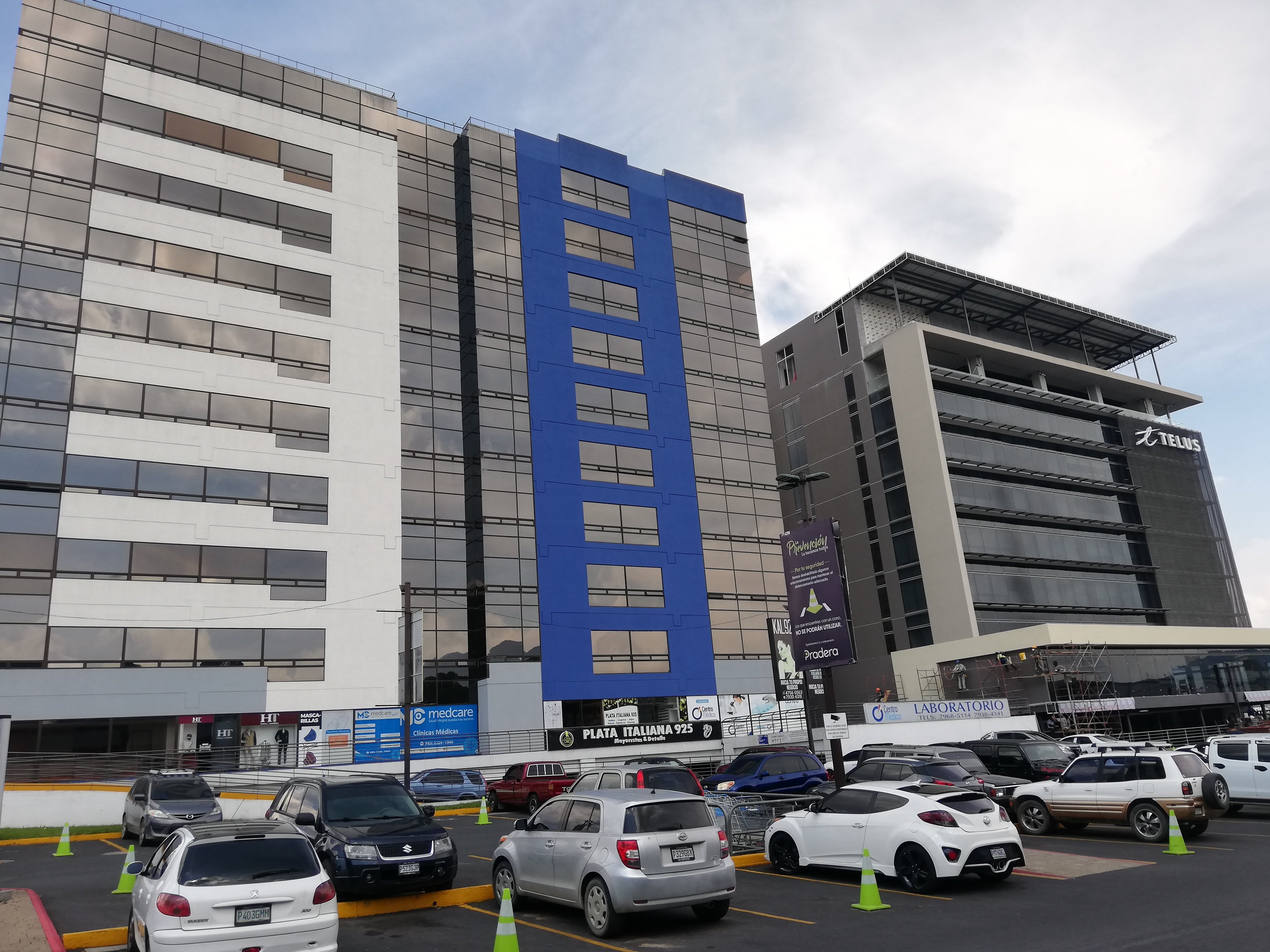
Torres Pradera Xela.

### Construcción vertical en la ciudad
Quetzaltenango es la ciudad con mayor trascendencia en la región suroccidental del país y debido a su crecimiento poblacional ha iniciado una nueva tendencia de edificios de apartamentos, similar a lo observado en la Ciudad de Guatemala y su área metropolitana. Durante el año 2022 la municipalidad de Quetzaltenango había aprobado 8 licencias de construcción de edificios de apartamentos y se contabilizaban 20 en proceso de aval, la necesidad de vivienda en un sector urbanizado ha impulsado que muchas empresas de construcción guatemaltecas inviertan en las diferentes zonas de la ciudad. Este cambio que está surgiendo en la ciudad también representa un crecimiento en la economía en diferentes aspectos directos e indirectos, ejemplo de ello es el de una desarrolladora local que en mayo de 2021 inició la construcción de una torre de 14 niveles y al finalizar el proyecto se inició la construcción de una segunda torre de 16 niveles que en su construcción coadyuva a la economía y beneficia a los ciudadanos. Debido a la aceptación del mercado en Quetzaltenango, varias inmobiliarias han iniciado la construcción de diferentes edificios de gran altura con proyectos de hasta 300 unidades en sus complejos habitacionales de más de 20 niveles.

## Transporte

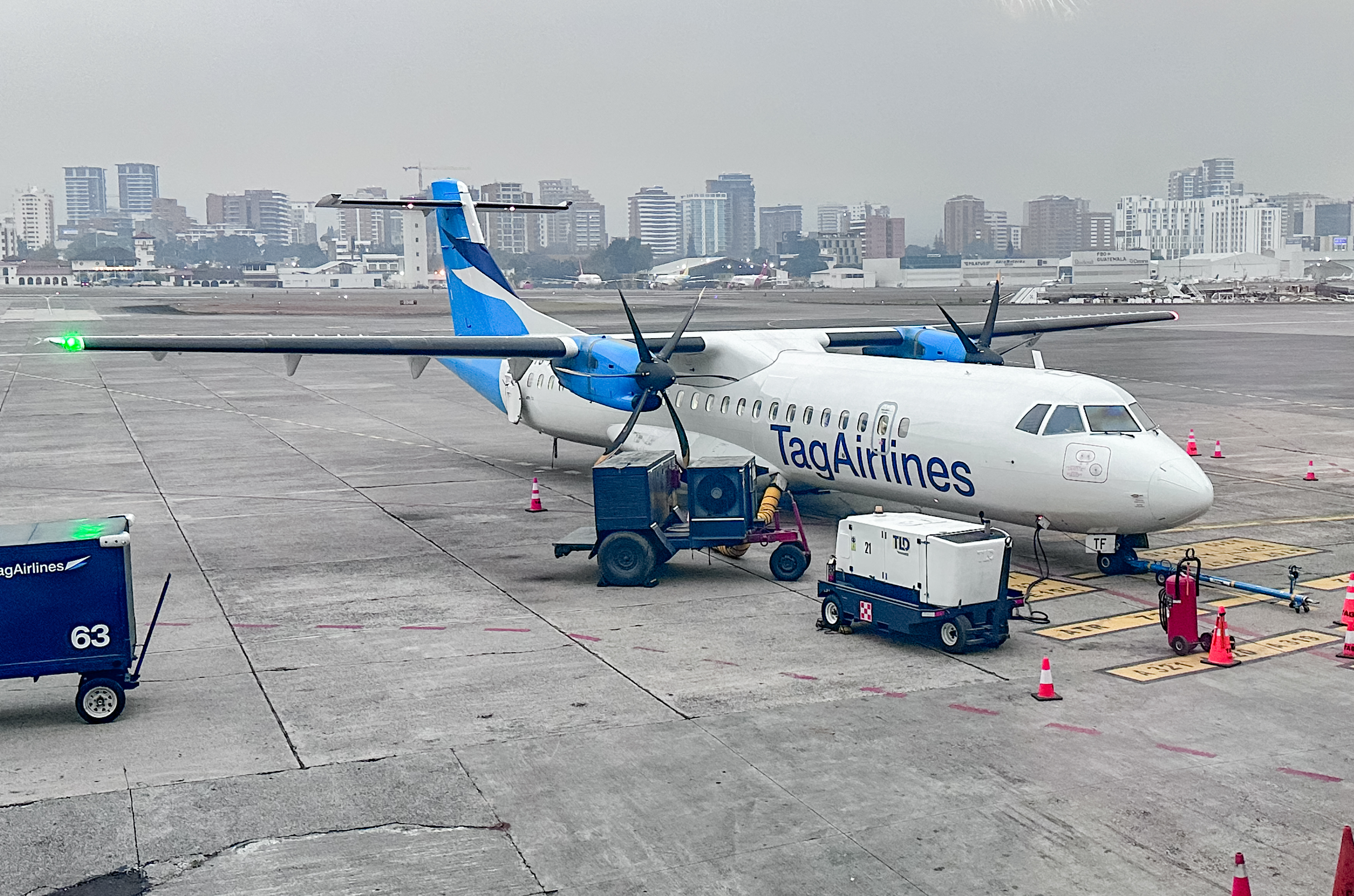
TAG Airlines, aerolínea bandera de Guatemala opera vuelos comerciales desde el Aeropuerto Internacional de Occidente.

### Ferrocarril de Los Altos
Durante 1930 y 1933 la ciudad altense contó con el sistema ferroviario del Ferrocarril de Los Altos que conectaba la ciudad con el municipio de San Felipe. La financiación del ferrocarril fue de 20 millones de dólares (de aquella época), dinero en oro, el cual fue dado por el gobierno de Guatemala; no obstante, debido al temporal de lluvias de Santa Marta las vías fueron destruidas y por el inicio de la Gran Depresión el sistema quedó descontinuado. Actualmente es conocida a nivel Nacional la melodía «Ferrocarril de los Altos» del compositor Guatemalteco Domingo Bethancourt.

### Aéreo

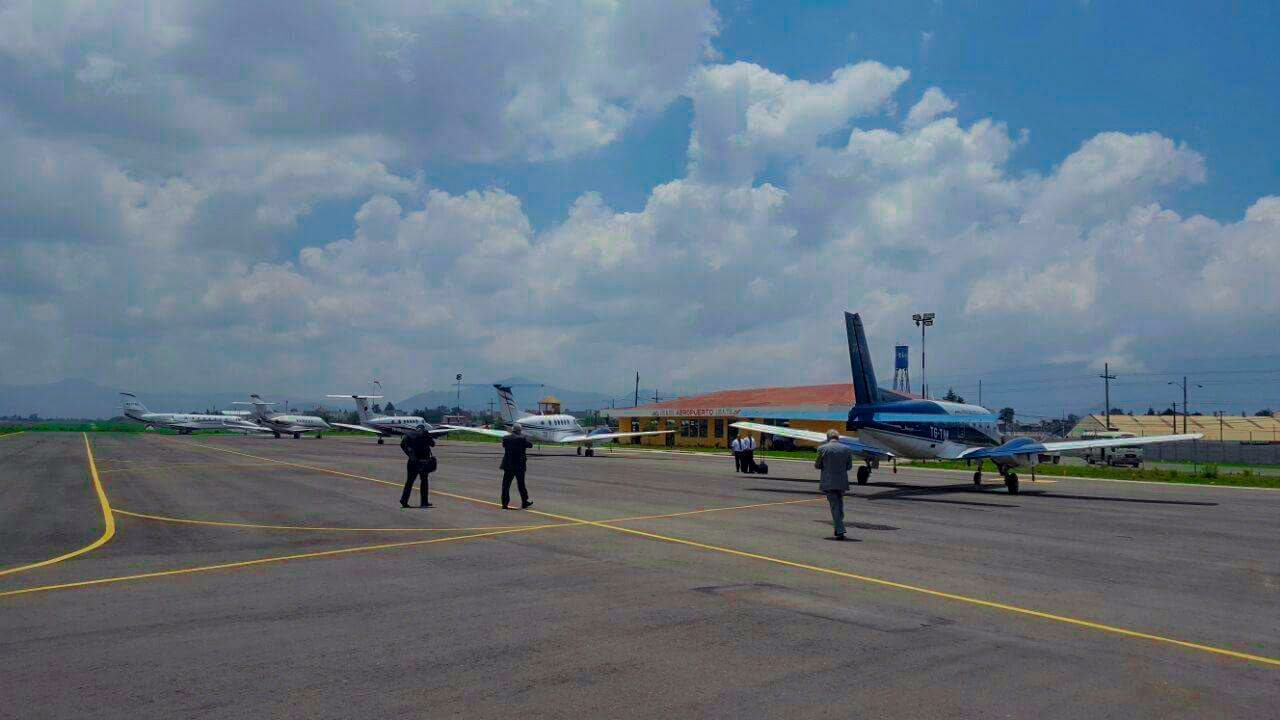
Aeropuerto de Quetzaltenango.

El Aeropuerto Internacional de Occidente operado por la Dirección General de Aeronáutica Civil de Guatemala se ubica al noreste de la ciudad en el altiplano del país y es el cuarto aeropuerto más importante de Guatemala. El Aeropuerto cuenta con vuelos comerciales al Aeropuerto Internacional La Aurora ubicado en la Ciudad de Guatemala y al Aeropuerto Internacional Mundo Maya en la ciudad de Santa Elena de la Cruz, además de vuelos Chárter al Aeropuerto de Puerto Barrios en la Ciudad de Puerto Barrios y al Aeropuerto de Cobán que sirve a las ciudades de Cobán y San Pedro Carchá.
Anteriormente fue conocido como «Los Altos», «Manuel Estrada Cabrera» o «de Quetzaltenango». El aeropuerto fue elevado a la categoría de Internacional el 4 de agosto de 2023 cuando de forma permanente se instalaron delegaciones migratorias, tributarias y de emergencias para recibir vuelos procedentes de otros países, a partir de ese momento comenzó a llamarse con su nombre actual. Es el tercer aeropuerto con categoría de Internacional, junto con el Aeropuerto Internacional La Aurora, y el Aeropuerto Internacional Mundo Maya.

### Autobuses

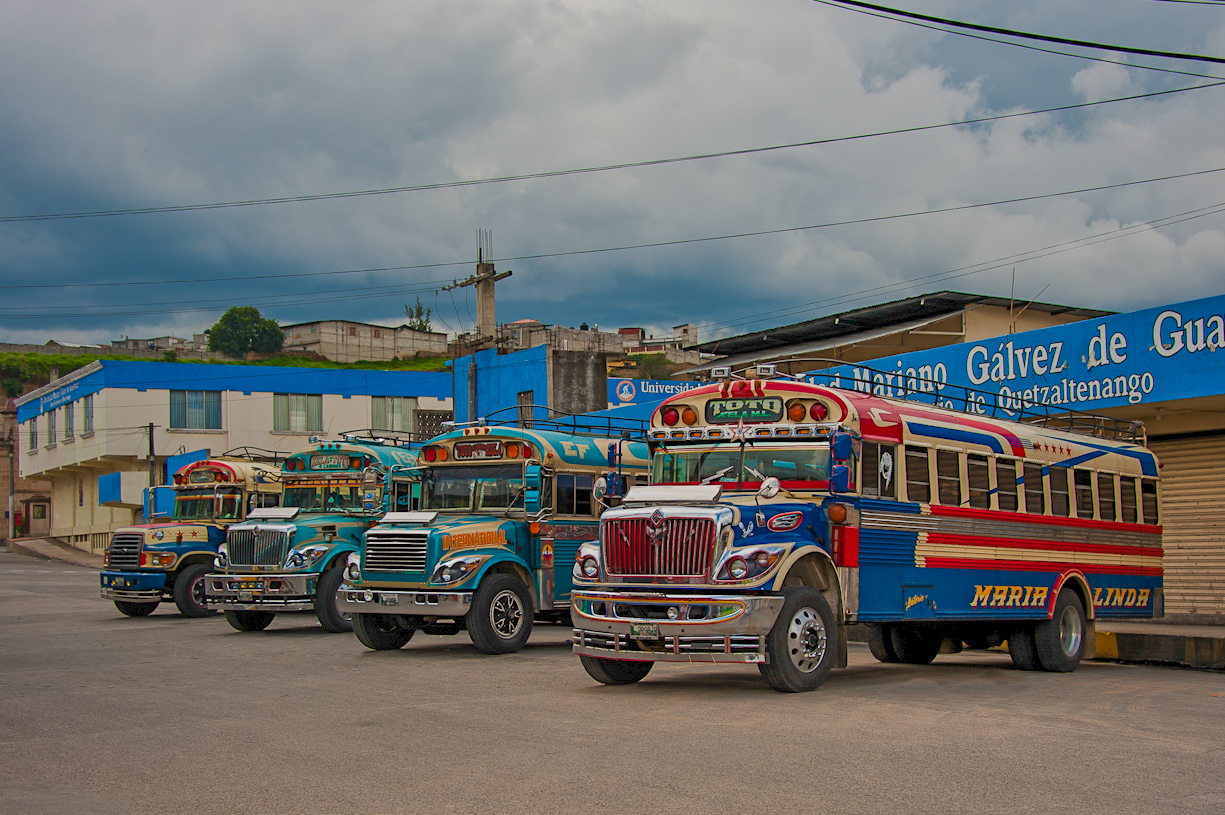
Los icónicos Chicken buses en Quetzaltenango.

La Terminal de buses «Minerva», es la más grande y concurrida en la ciudad ya que a diario ingresan cientos de autobuses de diferentes ciudades y municipios del altiplano de Guatemala y decenas de buses pulman provenientes de la Ciudad de Guatemala. Quetzaltenango, al ser una ciudad turística, es visitada por guatemaltecos y extranjeros, por lo que también es común ver una alta cantidad de autobuses privados de turismo.

### Carretera
La ciudad de Quetzaltenango es el punto céntrico de múltiples carreteras que la conectan con otros municipios de los departamentos de Quetzaltenango y Totonicapán, como la carretera RN-1 y la Autopista Los Altos, la carretera RN-09S que conecta la ciudad con el fértil valle de Almolonga y los municipios turísticos del Departamento de Retalhuleu, Quetzaltenango también tiene conexión con el resto de ciudades del país mediante la autopista Interamericana ubicada al norte de la Ciudad.

## Cultura
La ciudad de Quetzaltenango al igual que las ciudades de Antigua Guatemala y la Ciudad de Guatemala, destaca por su compromiso de cultura y tradiciones que la ha llevado a ser nombrada como la “Cuna de la Cultura”, una muestra de ello es que en cada uno de los ingresos principales a la ciudad se ubica un monumento emblemático como bienvenida a sus visitantes. Históricamente ha sido cuna de grandes músicos, poetas, escultores y muchos artistas reconocidos a nivel internacional, destacando entre ellos: Efraín Recinos, Rodolfo Galeotti Torres, Jesús Castillo Monterroso, Rodolfo Robles Valverde, Werner Ovalle López, Domingo Bethancourt, Wotzbelí Aguilar y Mariano Valverde entre otros. La arquitectura de la ciudad también es una clara muestra de la cultura por sus monumentales obras arquitectónicas neoclásicas, su trazado colonial y sus calles y puentes de piedra junto a los monumentos emblemáticos hacen que visitar la ciudad sea un recorrido por la historia de Guatemala. La ciudad además alberga una gran cantidad de edificios financieros, culturales, estatales y cuenta con una amplia oferta gastronómica y vida nocturna. Existen varios museos y centros de cultura en varios puntos de la ciudad donde apreciar la riqueza histórica, arqueológica, artística, tradicional y cultural.

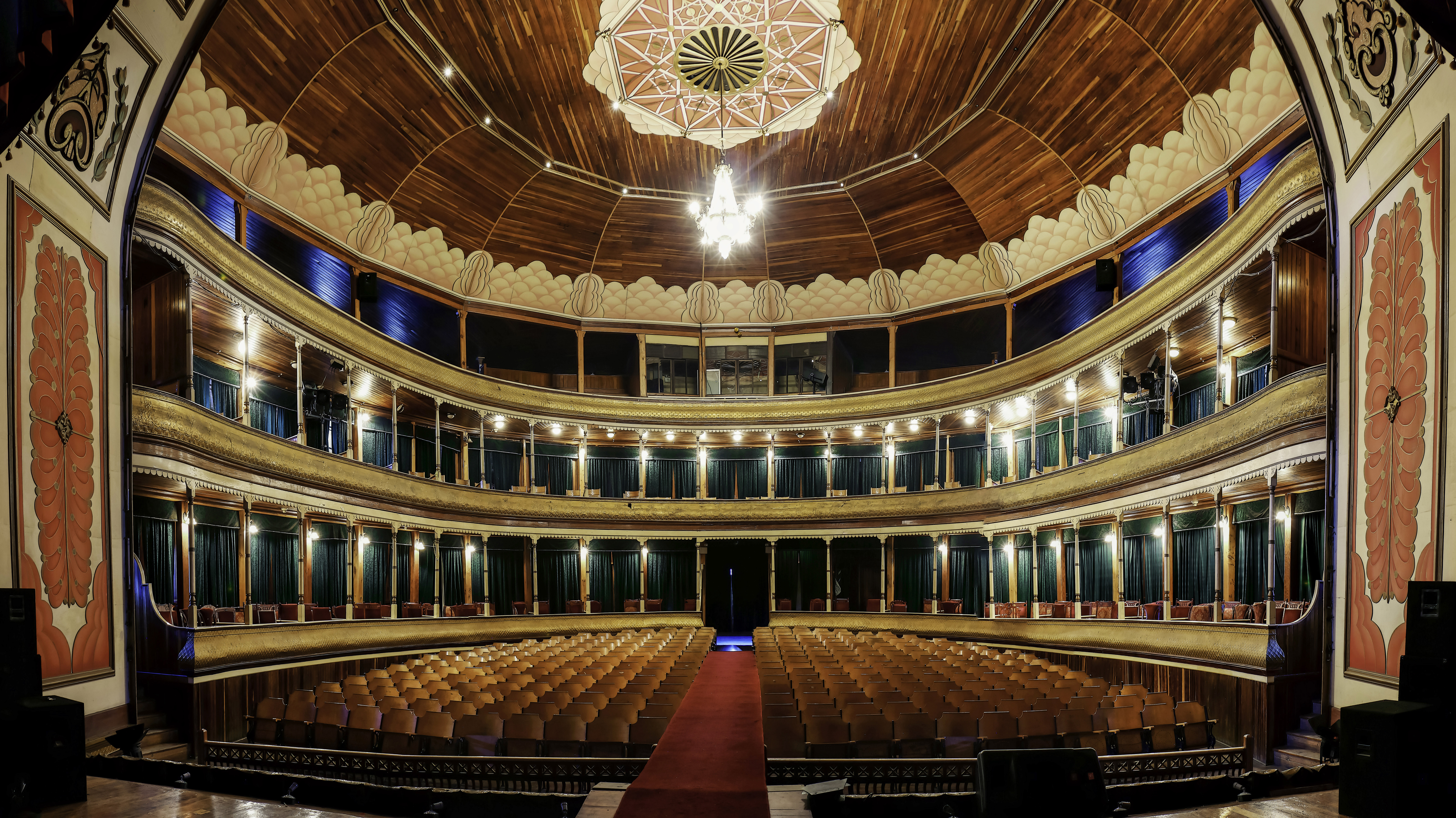
Interior del Teatro Municipal de Quetzaltenango, lugar donde se llevan a cabo múltiples eventos culturales.

En la ciudad se encuentran también una gran cantidad de altares mayas y centros ceremoniales que destacan la importancia de las raíces de la milenaria cultura maya. En la ciudad aparte del idioma español aún se hablan dos idiomas mayas, el k’iche y el mam y existen escuelas con el propósito de aprender y practicar estos idiomas. Estas escuelas usualmente son frecuentadas por ciudadanos locales y extranjeros que visitan la ciudad. En la ciudad y sus alrededores se cuenta con un gran número de escuelas oficiales de español, maestros profesionales y con especialización en diferentes vocabularios como el médico, legal, comercial, entre otros, llevando a la ciudad al reconocimiento de ser un centro educativo en el altiplano del país.

### Tradiciones y eventos
Entre las tradiciones más destacables en la ciudad se encuentran las procesiones de Semana Santa, la feria centroamericana de la independencia y la feria artesanal en el parque Centroamérica. Quetzaltenango es también un destino bastante buscado para la realización de eventos, pues cuenta con una gran cantidad de salones, jardines, hoteles y servicios que se adaptan a las necesidades de cualquier actividad como bodas, fiestas, congresos, convenciones, talleres y capacitaciones. En la ciudad se han llevado a cabo eventos políticos de gran magnitud con la ayuda del Buró de Convenciones cuyo propósito es la organización de los eventos y enlazar las opciones de servicios disponibles con el fin de llevar a cabo dichas actividades de la manera más adecuada.

### En el cine

#### Aquí me quedo
La película Aquí me quedo, del director guatemalteco Rodolfo Espinoza Orantes y protagonizada por Carlos Hernández, Andrés Zea y Beatriz del Cid, fue filmada en Quetzaltenango y muestra numerosos lugares representativos de la ciudad; entre ellos: el Teatro Municipal, el cementerio general de la localidad, la iglesia de San Juan de Dios, el túnel de Zunil, el Arco del Centenario de la revolución de 1897, Cerro Quemado, el parque Central, y la cantina La Tejana.

#### Cortometrajes "Testimonios de Esperanza"
Como parte de las actividades del mayor medio de comunicación cristiana evangélica en Guatemala Canal 27, El Canal de la Esperanza, en 2016 se filman en varias localidades de Quetzaltenango los cortometrajes Testimonios de Esperanza. El propósito era dar a conocer la obra espiritual diseminada a través del medio y que lleva 22 años de estarse realizando en todo el país, siendo el enfoque central la cultura y los problemas sociales de mayor impacto en el departamento.

## Ciudades hermanas
La ciudad de Quetzaltenango está hermanada con 17 ciudades, las cuales son:
| Ciudad                     | Jurisdicción | País           | Año   |
| -------------------------- | ------------ | -------------- | ----- |
| Livermore                  | California   | Estados Unidos | 1965. |
| Acámbaro                   | Guanajuato   | México         | 1991. |
| Turín                      | Piamonte     | Italia         | 1997. |
| Tromsø                     | Troms        | Noruega        | 1999. |
| Santa Fe                   | Granada      | España         | 2000. |
| Altagracia                 | Rivas        | Nicaragua      | 2009. |
| Chiapa de Corzo            | Chiapas      | México         | 2009. |
| San Cristóbal de las Casas | Chiapas      | México         | 2009. |
| San Francisco de Campeche  | Campeche     | México         | 2011. |
| Veracruz                   | Veracruz     | México         | 2012. |
| Tapachula                  | Chiapas      | México         | 2012. |
| Comitán de Domínguez       | Chiapas      | México         | 2013. |
| Santa María Huatulco       | Oaxaca       | México         | 2016. |
| Cuzco                      | Cuzco        | Perú           | 2018. |
| La Paz                     | La Paz       | Bolivia        | 2018. |
| Guelph                     | Ontario      | Canadá         | 2018. |
| Colima                     | Colima       | México         | 2019. |

## Otras cabeceras departamentales
| Departamento   | Cabecera       | Departamento | Cabecera              | Departamento  | Cabecera            | Departamento  | Cabecera                               |
| -------------- | -------------- | ------------ | --------------------- | ------------- | ------------------- | ------------- | -------------------------------------- |
| Alta Verapaz   | Cobán          | Baja Verapaz | Salamá                | Chimaltenango | Chimaltenango       | Chiquimula    | Chiquimula                             |
| El Progreso    | Guastatoya     | Escuintla    | Escuintla             | Guatemala     | Ciudad de Guatemala | Huehuetenango | Huehuetenango                          |
| Izabal         | Puerto Barrios | Jalapa       | Jalapa                | Jutiapa       | Jutiapa             | Petén         | Isla de Flores, Santa Elena de la Cruz |
| Quetzaltenango | Quetzaltenango | Quiché       | Santa Cruz del Quiché | Retalhuleu    | Retalhuleu          | Sacatepéquez  | Antigua Guatemala                      |
| San Marcos     | San Marcos     | Santa Rosa   | Cuilapa               | Sololá        | Sololá              | Suchitepéquez | Mazatenango                            |
| Totonicapán    | Totonicapán    | Zacapa       | Zacapa                |               |                     |               |                                        |

### Terremoto de San Perfecto
- Valverde, Mariano; Yaquier, Julio (Fotógrafo). Imágenes del terremoto de 1902; música: Noche de luna entre ruinas. Consultado el 8 de noviembre de 2014.
- Escobar, Luis. «El terremoto de San Perfecto». YouTube. Consultado el 8 de noviembre de 2014.
- Soto, Francisco. «Ensamble de cuerdas y marimba: Noche de luna entre ruinas». YouTube. Consultado el 7 de noviembre de 2014.
- FUNDESA (19 de agosto de 2019). «Indice de Competitividad Local». Consultado el 2 de agosto de 2019.